# Поліграф

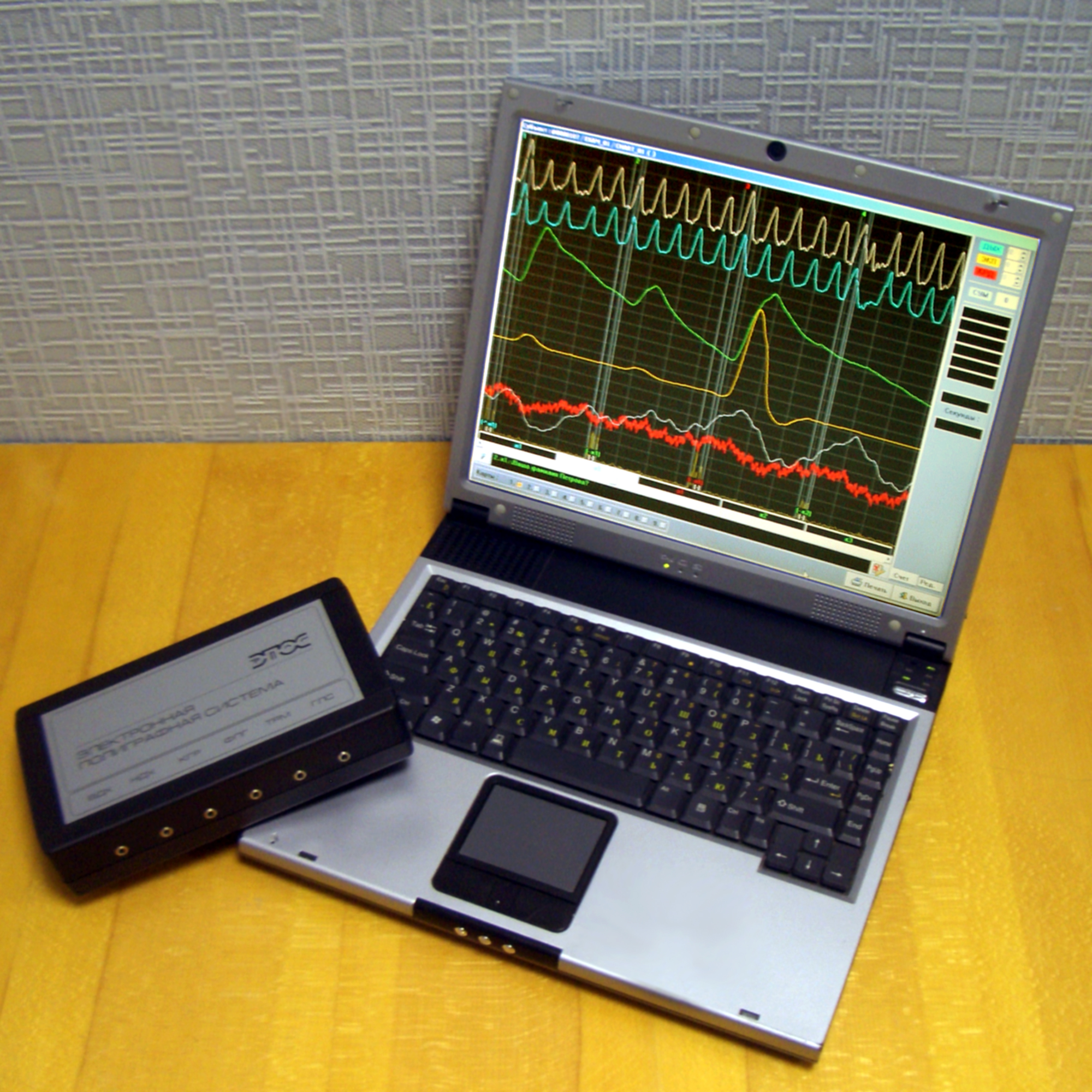
Сенсорний блок сучасного виробництва разом з ПК.

Полігра́ф, або дете́ктор брехні́ (polygraph, від грец. πολύ — «багато» та γράφω — «писати») — різновид психофізіологічної апаратури та комплексна багатоканальна апаратна методика реєстрації змін психофізіологічних реакцій людини у відповідь на пред'явлення за спеціальною схемою певних психологічних стимулів. Аналіз інформації, отриманої від людини в процесі опитування за допомогою поліграфа, як стверджується, дає змогу одержувати необхідну орієнтувальну інформацію та виявляти ту, яку людина приховує. Велика частина науковців вважає поліграф псевдонаукою.
Ідея, згідно з якою повинен працювати поліграф, полягає в тому, що брехня викликає емоційну реакцію і, отже, супроводжується вимірюваними психофізіологічними проявами. Наприклад, стрес, викликаний брехнею, збільшить потовиділення і, отже, провідність шкіри. Однак немає жодних специфічних фізіологічних реакцій, пов'язаних з брехнею.
Наукове співтовариство, маючи необхідний досвід для оцінки поліграфічних процедур, вважає поліграфологію псевдонаукою.

## Визначення терміну в українському законодавстві
Кабінет Міністрів України надає наступне визначення: „Поліграф — технічний багатоканальний реєстратор психофізіологічних реакцій суб'єкта дослідження, який дає можливість виявляти і фіксувати психофізіологічні реакції суб'єкта дослідження на певні стимули (подразники) шляхом перетворення його психофізіологічних показників активності з аналогових сигналів у цифрові сигнали, які обробляються за певним алгоритмом і відображаються у вигляді кривих на поліграмах“.

Однак, в українському законодавстві існують інші відомчі визначення.
- Міністерство внутрішніх справ України: „Поліграф — різновид психофізіологічної апаратури, що використовує комплексну багатоканальну комп'ютерну методику реєстрації змін психофізіологічних реакцій людини на певні психологічні стимули“.[9]
- Міністерство оборони України: „Поліграф — комп'ютерний технічний засіб, що має відповідну сертифікацію, який здійснює реєстрацію змін психофізіологічних реакцій людини у відповідь на пред'явлення за спеціальною методикою певних психологічних стимулів, не завдає шкоди життю, здоров'ю людини та навколишньому середовищу“.[10]
- Міністерство доходів і зборів України: „Поліграф — комп'ютерний технічний засіб, що відповідно до його технічних характеристик здійснює реєстрацію змін психофізіологічних реакцій людини у відповідь на пред'явлення за спеціальною методикою певних психологічних стимулів, не завдає шкоди життю, здоров'ю людини та навколишньому середовищу“.[11]

Надійність методу психофізіологічного контролю не є надійним, тому залежить від схеми опитування, сюжету кризових подій, психофізіологічного статусу особи, застосування нейротропних препаратів, тощо. Метод цікавий при застосуванні в наукових дослідженнях в кореляції з розробкою інших тестів, при дослідженні стресостійкості, як контроль валідності при масових обстеженнях.

## Історія
У давнину на Сході як детектор брехні інколи використовувалося рисове борошно. Підставою для застосування даного методу слугували наступні спостереження. Було помічено, що в період сильного страху в роті припиняється виділення слини. Для оцінки цього стану до рота підозрюваного вкладалося рисове борошно. Якщо через певний час воно виявлялося сухим, то підозрюваного вважали винним. Цей „технічний засіб“ був досконалішим для детекції брехні, ніж суб'єктивна оцінка вождя племені. Водночас сухість у роті може бути викликана не тільки страхом розплати за вчинений злочин, а просто страхом, викликаним боязню самої процедури.

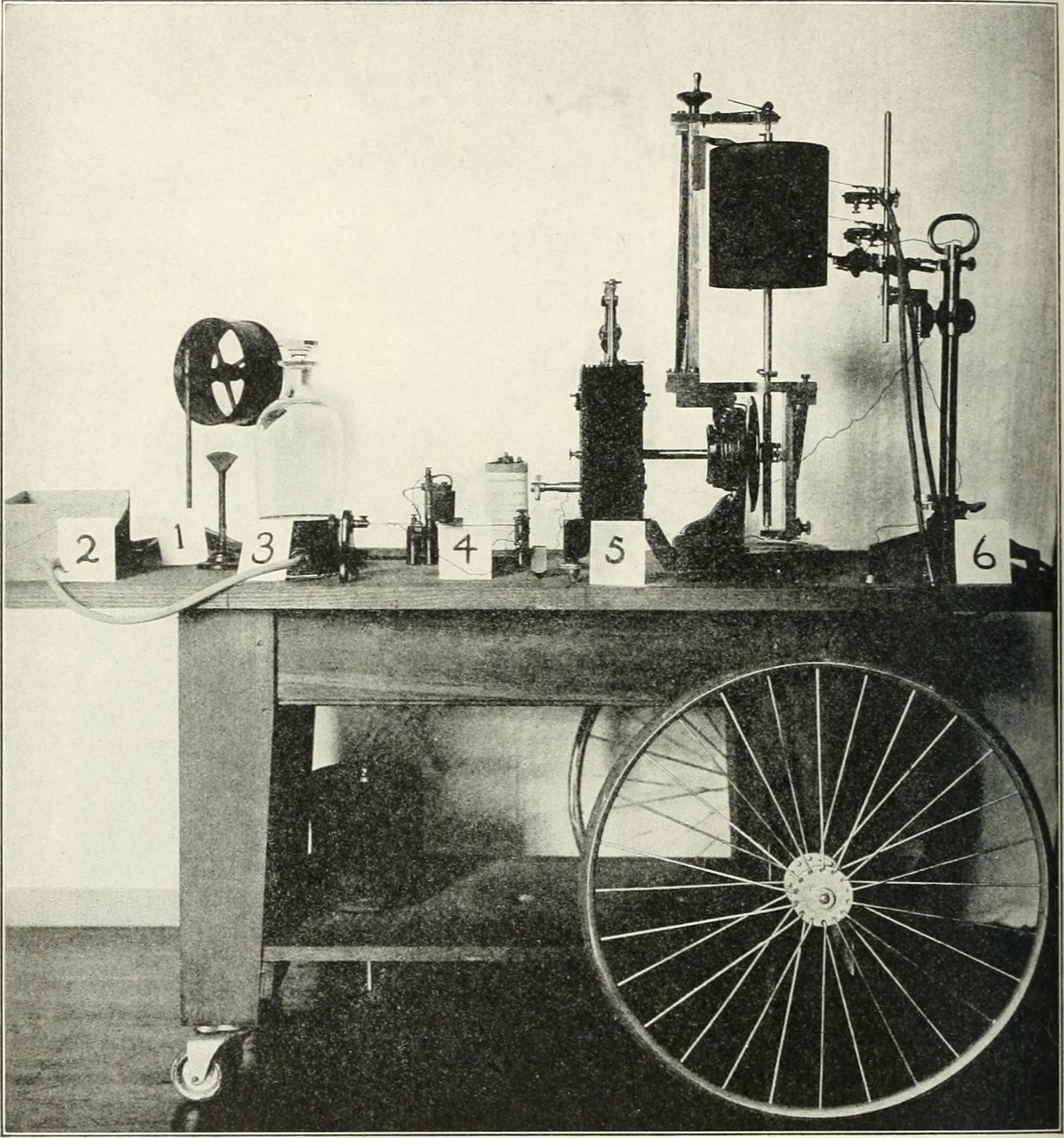
Лікарняний поліграф, (1913).

У деяких африканських племенах задля визначенні винного чаклун виконував спеціальний танець навколо підозрюваних. Інтенсивно обнюхуючи їх, „слідчий“ за насиченістю запаху тіла робив висновок, хто із підозрюваних був винним у вчиненні розслідуваного злочину.[джерело?]
На Близькому Сході, в давнину як детектор брехні інколи використовували показники пульсу підозрюваного. За інформативні ознаки бралися зміни частоти пульсу і особливості кровонаповнення артерії (пульсації). Цей метод використовувався для виявлення невірних дружин і їхніх коханців. Методика перевірки була надзвичайно простою. Спеціально тренована людина прикладала палець до артерії, а далі підозрюваній дружині ставили запитання, називаючи імена чоловіків, які теоретично могли вступити з нею в інтимні стосунки. У результаті високої емоційної напруги, як реакція на ім'я коханця, — у підозрюваної різко змінювалися частота пульсу і кровонаповнення артерії. Надалі цей метод використовувався для визначення ступеню щирості тієї чи іншої особи.[джерело?]

### Технічний розвиток
Лише наприкінці 18-го століття були створені умови для розвитку технічних засобів, унаслідок чого вони отримали назви „детектора брехні“, „варіографа“, „поліграфа“, „викривальника брехні“, „сироватки правди“, „вимірювача психологічного стресу“. Остання назва більш об'єктивно відображала сутність методу і поступово завоювала право на широке використання в літературі кінця 20-го століття.
1875 року поштовхом для розвитку інструментальної діагностики детекції брехні послужила праця італійського фізіолога Анжело Моссо. У своїх дослідженнях він довів, що залежно від величини емоційної напруги людини змінюється ряд фізіологічних показників. Ним було встановлено, що тиск крові в судинах та частота пульсу змінюються при зміні емоційного стану обстежуваної особи. Пізніше матеріали цих експериментів були опубліковані в його монографії „Страх“.

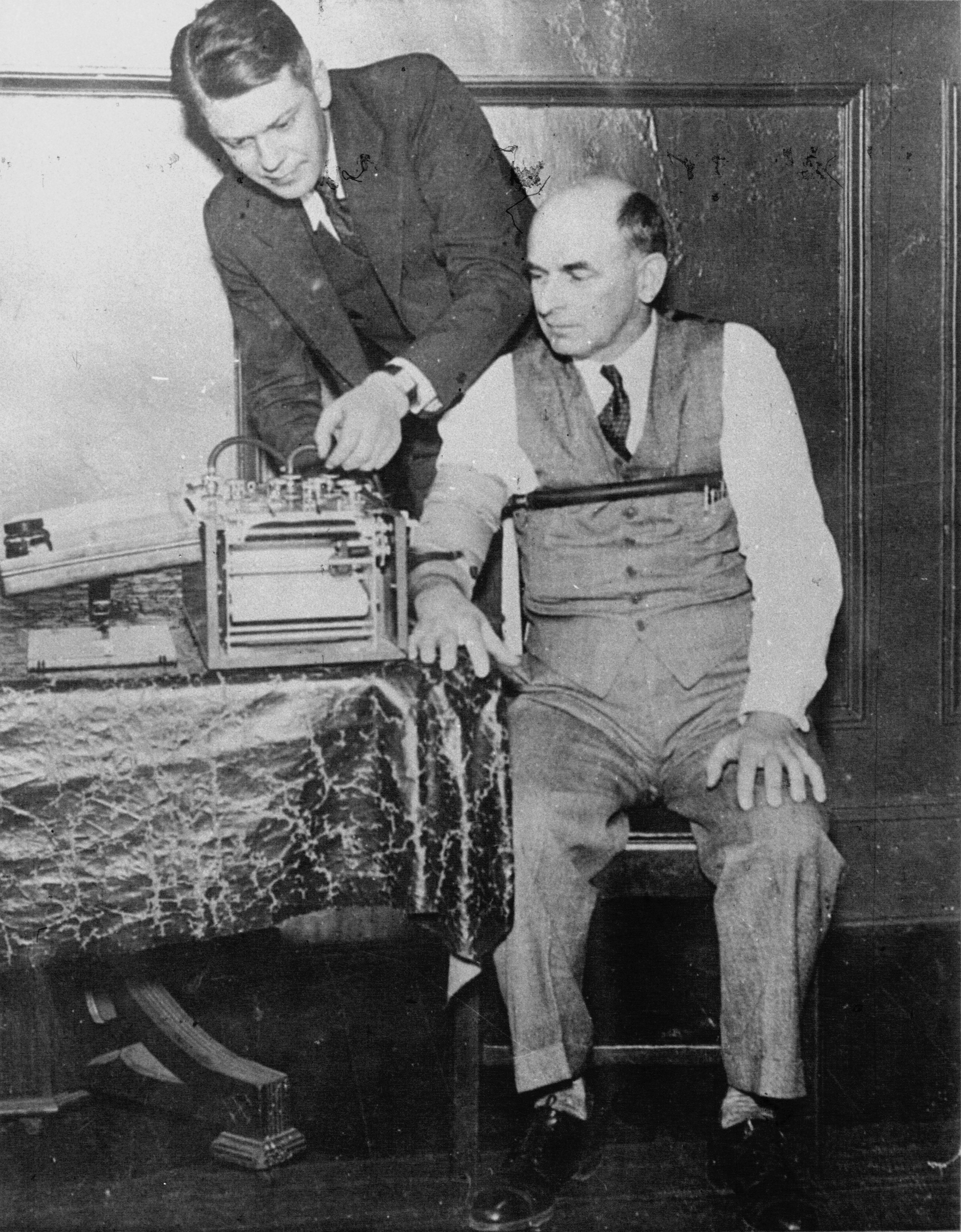
Американський винахідник Ленерд Кілер проводить тестування на поліграфі, свідка обвинувачення на 1935 суді над Бруно Гауптманом.

Історія інструментальної детекції нещирості. Становлення поліграфології в світі: 1895—2010 рр.
Для інструментальної методики виявлення прихованої інформації не завжди використовували саме поліграф — еволюція розвитку детекції нещирості  починалася із використання одноканальних приладів.
Перший крок у популяризації інструментальної детекції нещирості зробив засновник антропологічного напрямку в кримінології і кримінальному праві, видатний італійський психіатр Чезаре Ломброзо. У 1895 році, в другому виданні своєї книги „Злочинна людина“, він описав власний досвід практичного застосування психофізіологічного методу детекції нещирості.
А саме, обстежуючи одного із підозрюваних за допомогою гідросфігмографа, Ч.Ломброзо не виявив помітних змін у артеріальному тиску у відповідь на питання про пограбування, однак встановив падіння тиску на 14 mmHg тоді, коли мова зайшла про крадіжку паспортів. Результати слідства підтвердили висновок, зроблений видатним науковцем — виявилося, що обстежуваний дійсно не причетний до пограбування, в ході якого було викрадено 20 000 франків, однак здійснював крадіжки паспортів і інших документів.
Пізніше, у 1902 році, беручи участь у розслідуванні вбивства дитини, Ч. Ломброзо, із метою детекції нещирості, використав плетизмограф. Він зареєстрував незначні зміни у пульсі підозрюваного, коли той подумки здійснював математичні підрахунки, і не виявив жодних змін у пульсі в той момент, коли йому пред'являли фотографії дітей, в тому числі –  фото вбитої дівчинки. Результати подальшого розслідування підтвердили, що підозрюваний був непричетним до вбивства дитини.
Таким чином, перші спроби апаратного виявлення нещирості переконливо довели, що використання цього методу має на меті не лише виявляти приховану інформацію, але й відводити необґрунтовані підозри від непричетних, підтверджувати щирість їхніх свідчень.
Започаткована Ч. Ломброзо методика інструментальної детекції нещирості дала поштовх для роботи у цьому напрямку багатьом іншим дослідникам. Імена деяких із них ввійшли у класику прикладної психофізіології. Серед них є ім'я італійця Вітторіо Бенуссі, котрий у 1914 р. із метою детекції нещирості використовував пневмограф.
Зокрема, на результатах своїх дослідів він довів, що при висловлюванні неправди у обстежуваного змінюється відношення тривалості вдихання до тривалості видихання, затримується дихання на вдиханні і видиханні. Таким чином, частота і глибина дихання були визначені В. Бенуссі як інформативні ознаки нещирості.
У 1913 році американський психолог Вільям Марстон почав цілеспрямоване наукове дослідження апаратного методу виявлення нещирості. Невдовзі почалася Перша світова війна і у талановитого вченого з'явилася можливість впроваджувати свою методику у практику. Із метою протидії розвідкам іноземних держав і виявлення їхніх шпигунів, Національний дослідницький комітет сформував групу психологів, перед якими була поставлене завдання оцінити можливості відомих методів „детекції нещирості“ для вирішення контррозвідувальних завдань. Підсумувавши результати відповідних досліджень, дана група дійшла висновку, що найбільш ефективним серед існуючих тоді методів, був „тест виявлення нещирості за допомогою артеріального тиску“ („blood pressure deception test“), розроблений В. Марстоном у психологічній лабораторії Гарвардського університету. Результативність цього тесту досягала 97 %.
У 1917 році, в період, коли агентура кайзерівської Німеччини розгорнула повномасштабну діяльність на території США, активно проводила диверсії на військових заводах, в армії та на флоті, здобувала важливу військову і політичну інформацію серед провідних політиків і бізнесменів, у одного із американських генералів із сейфу був викрадений важливий секретний документ. Коло підозрюваних сягало 70 чоловік. Керівництво поставило перед В. Марстоном завдання — встановити особу викрадача. У результаті проведеної роботи із числа підозрюваних була виділена одна людина, котра, на переконання В. Марстона і його колег, була причетна до зникнення документу. За підозрюваним встановили спостереження і невдовзі він був затриманий по дорозі із Вашингтона в Нью-Йорк, у момент передачі німецькому агенту викраденого секретного документа.
Із закінченням війни керівництво Міністерства оборони США незаслужено втратило зацікавленість до досліджень В. Марстона. Поза тим інструментальна методика виявлення нещирості, що вже не один раз довела свою ефективність, продовжила свій розвиток у напрямку розкриття та розслідування злочинів.
У 1923 році В. Марстон представив у суді результати перевірки на „детекторі нещирості“ в суд, у якості доказу.  Тестування проводилося у відношенні Джеймса Фрайя, котрий на стадії попереднього слідства зізнався у вбивстві відомого лікаря із Вашингтона, однак на суді відмовився від своїх свідчень.
За висновком В. Марстона даний обстежуваний дійсно був не причетний до цього вбивства. Адвокати Д. Фрайя наполягали на долученні результатів поліграфного обстеження до матеріалів справи в якості доказів, однак не добилися цього. Натомість, з того часу у американському правосудді, на підставі прецедентного права, надовго укорінилося „правило Фрайя“, яке означало наступне: покази експертів, що базуються на наукових методиках, неприпустимі у суді, якщо техніка не є загальновизнаною у відповідній науковій спільноті. Дане правило тривалий час застосовувалося у багатьох регіонах США з метою заборони врахування у суді результатів  психологічної детекції нещирості. Правило Фрайя було відмінено Федеральним правилом 72, процитованому у справі Дауберт проти Меррелл Доу Фармасьютікалз Інкорпорейтед (1993 р.), повсюди, окрім тих штатів США, де не виконують федеральні правила про докази.
У 1938 році В. Марстон опублікував книгу „Тест на детекторі нещирості“. Слід зазначити, що  В. Марстон ввійшов в історію поліграфології не лише як видатний теоретик і практик детекції нещирості, але й як людина, котрій вдалося за життя передати естафету знань і досвіду наступному поколінню видатних поліграфологів. Зокрема, вивчивши принцип його „blood pressure deception test“, поліграфологією захопився офіцер каліфорнійської поліції Джон Ларсон. Починаючи із 1921 року він використовував цей метод в діяльності очолюваного ним поліцейського управління.
Креативний Дж. Ларсон розробив власний портативний прилад — перший поліграф, призначений для встановлення прихованої інформації. Триканальний поліграф Дж. Ларсона забезпечував безперервну одночасну реєстрацію артеріального тиску, пульсу і дихання. За допомогою свого апарату криміналіст перевірив велику кількість осіб, котрих підозрювали у кримінальних злочинах. При цьому була зафіксована висока точність результатів досліджень.
Завдяки Дж. Ларсону поліція Каліфорнії активно використовувала „детектор нещирості“ у своїй роботі — станом на 1932 рік метод був використаний у 1928 випадках розшуку тіл жертв. Зважаючи на високу результативність методу, він почав використовуватися і поліцейськими підрозділами низки інших штатів США.
У ті ж таки 20-ті роки під керівництвом Дж. Ларсона розпочав свою діяльність Леонард Кілер, діяльність якого відіграла вирішальну роль у становленні психофізіологічного методу „детекції нещирості“.
У 1933 році він вдосконалив прилад свого вчителя і розробив власну методику перевірки на поліграфі. Л. Кілер створив Чиказьку лабораторію розкриття злочинів, відкрив фірму, яка почала серійний випуск поліграфів, заснував першу школу спеціалістів-поліграфологів. Станом на 1935 рік цей видатний практик обстежив понад 2000 підозрюваних у вчиненні злочинів, окрім того, він активно застосував методику опитування на поліграфі при відборі кадрів у бізнесових структурах, банківських установах.
Переломним моментом у впровадженні поліграфа видається те, що Л. Кілер не обмежився власною практикою, як це робили до нього інші дослідники, а присвятив багато часу формуванню американської школи поліграфологів і, тим самим, створив умови для подальшого розвитку методики своїми послідовниками, серед яких виявилося немало талановитих спеціалістів.

### Використання поліграфа у різних країнах
За офіційними даними поліграф використовується у 57 країнах світу. Однак ці дані вже давно можна назвати застарілими, так як продавці поліграфів вказують, що серед їхніх покупців є представники понад 80 країн, а в різних літературних джерелах перелічується не менше 70 держав світу, у яких поліграф використовується із метою виявлення прихованої інформації.
У багатьох державах, не залежно від того, чи запроваджена там практика використання поліграфних опитувань, здійснюється  полеміка щодо доцільності здійснення такого роду досліджень. Зважаючи на значні протиріччя у аргументах прихильників і противників поліграфа, наприкінці 90-х рр. група американських експертів навіть провела ґрунтовний аналіз літературних джерел, у яких автори торкалися проблеми детекції неправди.
Зокрема, розглядалися сфера використання поліграфа (тестування при розкритті та розслідуванні злочинів, проведенні судової експертизи правдивості свідчень учасників процесу, кадрові скринінги працівників і кандидатів на вакантні посади, а також службові перевірки у галузі національної безпеки), деякі специфічні питання самого тестування або типи поліграфних тестів. Середній обсяг розглянутих монографій складав 656 сторінок, із них середнє число сторінок, присвячених поліграфним опитуванням, налічувало лише 1,5 сторінки.
У 78,4 % літературних джерел було включено обговорення тестування за допомогою поліграфа, і лише у 29,7 % описувалися результати лабораторних експериментів, метою яких було визначення ефективності поліграфних обстежень. Загалом, експерти відмітили, що торкаючись проблеми поліграфа автори ігнорують  цитати із солідних наукових видань, а також результати чисельних лабораторних досліджень, проведених із дотриманням всіх методичних вимог. Поруч з тим чітко простежується захопленість авторів посиланнями на статті із популярних ненаукових журналів і результати польових скринінгів, які проводилися із значними методичними упущеннями.
На підставі результатів проведеної роботи, експертна група дійшла до висновку, що у більшості авторів міркування стосовно діагностики неправди сильно викривлені та практично не відображають реального стану речей. До такого ж висновку дійшли і інші науковці.

#### США
Безумовним світовим лідером із використання поліграфа є США. Вже наприкінці 30-х років ХХ сторіччя у цій країні три фірми серійно випускали „детектори неправди“. У 28 штатах країни більш ніж сто поліцейських дільниць активно використовували поліграфи при розкритті та розслідуванні злочинів. У той таки період часу банки і комерційні структури Америки почали використовувати поліграфи при відборі співробітників і у ході службових перевірок. Днем першого офіційного використання поліграфа у США вважається 2 лютого 1935 року.
У 1935 році на можливості поліграфа звернуло увагу Федеральне бюро розслідування США. Із 1938 р. спеціаліст ФБР І. Коффі, учень Л. Кілера, почав використовувати поліграф для виявлення шпигунів. Справа, розпочата В. Марстоном у 1917 році, знайшла своє продовження і розвиток більш аніж через 20 років.
На початку Другої світової війни поліграф широко використовували з метою захисту державної таємниці. Зокрема спеціалісти однієї із приватних фірм проводили поліграфні обстеження у рамках здійснення спеціальних перевірок персоналу, який працював над створенням атомної бомби в дослідницькому центрі Оук-Рідж. Цей приклад є часто цитованим, але, на нашу думку, не зовсім вдалим, і зовсім не є світлою сторінкою в поліграфології. Адже відомо, що розвідка СРСР отримала всі необхідні креслення атомної бомби від науковців, які працювали в цьому центрі. Частина науковців була уражена комуністичною ідеєю „миру, братерства і рівності“ і поки приватна фірма тестували низовий і середній персонал, саме ці науковці передали секрет створення атомної бомби в Радянський Союз. Цей приклад є дуже важливим, саме він в історичному ракурсі показує, як важливо досягнути принципу невибіркових і незворотних, не залежно від статусу, тестувань, коли мова йде про питання національної безпеки.
У роки Другої світової війни армія США мала групу поліграфологів, перед якою наприкінці війни було поставлено важливе завдання — перевірити 274 німецьких військовополонених, що претендували на високі посади у поліції повоєнної Західної Німеччини. Обстеження проводили семеро поліграфологів. Згідно з їхніми висновками 156 обстежуваних були придатні до висування на керівні посади. Відносно восьми обстежуваних думки спеціалістів розійшлись, а решту — 110 чоловік (40 %) поліграфологи рекомендували відхилити. Із них 27 чоловік були виявлені і, у наступному, зізналися у приналежності до нацистської партії (при чому один із них навіть був скарбником партії із середини 30-хх років), службі в СС або гестапо. Варто додати, що обстеження на поліграфі проводилося після традиційних перевірок кандидатів на посади, в ході яких не було виявлено цих фактів, які наперед були визначені ініціаторами перевірок як абсолютні протипоказання.
Здобутки поліграфологів не залишилися поза увагою можновладців і метод детекції нещирості почав активно впроваджуватися у діяльність силових структур США. А саме, створене у 1947 році Центральне розвідувальне управління стало використовувати поліграф при відборі кадрів і в процесі спецоперацій. Наприкінці 40-хх років поліграфологи вже перевіряли всіх без винятку осіб, котрі поступали на службу в ЦРУ. Приблизно у той же час практику обов'язкових поліграфних перевірок у роботу із кадрами активно вводили ФБР і Секретна служба, що відповідала за безпеку вищого керівництва держави.
П'ятдесяті роки ознаменувалися першою широкою хвилею впровадження поліграфа. У 1951 році при Школі військової поліції у штаті Джорджія була створена школа поліграфологів армії США. Починаючи із 1953 року Агентство національної безпеки США здійснює поліграфне обстеження всіх без винятку осіб, які поступають до нього на службу.
Згідно з офіційними даними, представлених міжвідомчою комісією, створеною Конгресом США, у 1963 році федеральні відомства країни (без врахування даних ЦРУ і АНБ) здійснили 19796 перевірок на поліграфі різного цільового призначення. Дана міжвідомча комісія дійшла висновку, що використання поліграфа при прийомі на роботу, при проведенні вибіркових перевірок, а також при призначенні на відповідальні посади дозволяється „тільки федеральним органам, що виконують відповідальні розвідувальні і контррозвідувальні місії“. Задля виконання рішення міжвідомчої комісії, Міністерство оборони США у 1965 році ввело в дію відомчу директиву — перший федеральний правовий акт, що регламентує процедуру перевірки на поліграфі, систему відбору і підготовки кадрів для збройних сил і контроль за діяльністю поліграфологів, котрі працюють у різних службах збройних сил». Жорсткі і практично виправдані вимоги до рівня підготовки поліграфологів мали наслідком значне скорочення у наступні роки кількості поліграфних перевірок у федеральних відомствах країни. Однак вже на початку 70-хх років у США починається бум щодо використання поліграфних перевірок в бізнесі, який призвів до створення у цій галузі достатньо міцної індустрії.
На початку 80-хх років у США існувало біля 30 шкіл із підготовки поліграфологів і проводилося щорічно понад 2 млн перевірок на поліграфі різного призначення, переважна частина яких припадала на бізнес структури. Коли із кіл, близьких до адміністрації президента Р. Рейгана, відбулася серія витоку інформації з питань національної безпеки, що, на думку президента, значно ускладнило процес формування зовнішньої і оборонної політики США, він вирішив посилити контроль за державною таємницею. Навесні 1983 року Р. Рейган видає директиву «Захист інформації, що стосується національної безпеки», відповідно до параграфу № 5 якої, від працівників державних закладів «можна вимагати проходження перевірки на поліграфі, якщо це виявиться необхідним у процесі розслідування несанкціонованого розголошення засекреченої інформації. Інструкції та керівні вказівки повинні, як мінімум, дозволяти керівництву приймати заходи задля того, щоб відмова співробітника від обстеження в рамках розслідування конкретного випадку завжди супроводжувалася для нього негативними наслідками». Під дію президентської директиви потрапляли всі особи, котрі мали доступ до державної таємниці — понад 2,5 мільйона державних службовців і біля 1,5 мільйона співробітників приватних компаній, що працювали за контрактами із державними установами.
Перспектива посилення контролю за кадровою політикою державних установ, зустріла відверту протидію зі сторони Конгресу США. Слід відмітити, що при цьому Конгрес США ніколи не був принциповим противником використання поліграфа — вже на той час він понад десять разів розглядав і підтримував на законодавчому рівні різні аспекти прикладного використання цього методу у державних відомствах і у сфері бізнесу, неодноразово звертався по допомогу до поліграфологів з метою розслідування зловживань сенаторів.
У якості компромісу між президентом і Конгресом США, міністерство юстиції оголосило про впровадження у дію директиви адміністрації Р. Рейгана з питань використання перевірок на поліграфі у федеральних відомствах країни. Зокрема, використання поліграфа було санкціоноване як «умови прийому на роботу; збереження роботи або доступу в агентства, діяльність яких пов'язана із забезпеченням національної безпеки; як умова доступу до особливо секретної інформації; при розслідуванні серйозних кримінальних злочинів; при розслідуванні серйозних службових порушень, включно — несанкціонованого розголошення секретної інформації».
Конгрес США також доручив своєму експертному Управлінню з оцінки технологій (УОТ) здійснити аналіз існуючої практики, наукової обґрунтованості та надійності обстежень на «детекторі брехні». У підсумковому заключні меморандуму, підготовленому УОТ було зроблено висновок, що «основною причиною, чому дебати навколо достовірності поліграфа приводять до полярних висновків, є те, що достовірність такої складної процедури важко встановити і вона може мінятися у широкому проміжку у різних умовах. Точність, досягнута в одних умовах або в одному обстеженні, не може бути поширена на інші ситуації чи інші групи обстежуваних. Складно також організувати та провести наукове дослідження з тематики поліграфа  у жорстко контрольованих умовах. Фокусом, центральною проблемою УОТ, є питання не про те, чи корисний поліграф, а про те, чи є наукове підґрунтя для його використання. УОТ дійшло висновку, що докази достовірності перевірок на поліграфі при кримінальних розслідуваннях існують».
Не залежно від перебігу всіх перелічених процесів, практика використання поліграфа у правоохоронних відомствах і збройних силах США свідчила про високу ефективність методики. Так, на початку 80-хх років збройні сили використовували поліграф у 17-19 % випадків від загального числа розслідувань кримінальних справ і у 95 % кримінальних справ, які відкривалися по факту вчинення тяжких злочинів. Віра в ефективність поліграфа при встановленні істини була настільки сильна, що коли підозрюваний був впевнений у непричетності до правопорушення, то він сам або його адвокат ініціативно наполягали на проведенні поліграфної перевірки з метою підтвердження щирості свідчень. Така ж практика, до речі, починає з'являтися і в Україні — у  містах і населених пунктах, де успішно працюють поліграфологи, все частішими є випадки, коли підозрювані, наполягаючи на власній непричетності, вимагають здійснення поліграфної перевірки відносно себе, а інколи — і відносно свідків, потерпілих.
Завдяки активному використанню поліграфа розкриття кримінальних справ в армії США у 1983 році зросло до 64,7 %, тоді як у середньому, по країні, ця цифра складала 19,5 %. Згідно з висновками переважної більшості поліграфних обстежень із військовослужбовців були зняті необґрунтовані звинувачення.
Стосовно скринінгових процедур, на яких наполягав Р. Рейган, меморандум УОТ констатував, що «існує надто мало науково-дослідних даних для того, щоб встановити загальну достовірність скринінгових перевірок як у випадку розслідування несанкціонованого витоку інформації так і ухваленні рішення про допуск до секретної інформації». І, справді, американська наука не особливо переймалася дослідженнями в галузі поліграфології, що, по суті, було результатом спрощеного погляду на методику в цілому.
На момент публікації меморандуму УОТ, практика поліграфних обстежень була врятована від небуття лише тому, що такі перевірки широко використовувалися у федеральних відомствах і поліції США, сприяючи тим самим вирішенню питання якісного відбору кандидатів на службу та профілактики службових порушень, зловживань. Вище керівництво держави визнавало, що однозначними перевагами методики є наступне:
1) поліграфні перевірки дозволяють отримати інформацію, яку не можливо отримати іншими способами;
2) за їх допомогою простіше і легше встановити необхідні дані за обліками;
3) це найшвидший метод відсіву непридатних кандидатів;
4) знаючи про перевірку, кандидати більш достовірно повідомляли необхідну інформацію в анкетах при прийомі на роботу, службу;
5) поліграфні обстеження значно підвищувало шанси бути прийнятими на роботу в тих кандидатів, які відповідали високим вимогам.
В якості прикладу, що підтверджував ефективність скринінгових перевірок, можна навести дані із американського журналу «Сек'юріті менеджмент», опубліковані у 1983 році. Поліція штату Меріленд, здійснюючи у 1971—1972 рр. великий набір, вивчала приблизно 1000 претендентів на вакантні посади. Після ретельної перевірки за місцями навчання, попередньої роботи і місцями проживання, по облікам ФБР і місцевих органів правопорядку, а також за результатами  співбесіди із них було відібрано 413 чоловік, які, формально, відповідали існуючим вимогам. По завершенню традиційної процедури вивчення кандидатів було вирішено піддати їх поліграфному обстеженню. Поліграфні перевірки дали неочікуваний результат — із 413 кандидатів було вибракувано 217 (52,2 %). Серед негативних факторів, які унеможливлювали службу в поліції найчастіше зустрічалися вживання наркотиків, крадіжки з попередніх місць роботи, кримінальне минуле.
Періодичні скринінгові перевірки дозволяли ефективно виявляти шпигунів серед співробітників ФБР, ЦРУ, АНБ. Високий професійний рівень відомчих поліграфологів забезпечувався якісною первинною підготовкою та дотриманням жорстких професійних вимог.
Водночас, у бізнесі справи складалися дещо інакше. Стара гвардія поліграфологів, на підставі результатів діяльності яких поліграф укорінився у бізнесі, складалася, в основному, із спеціалістів, які свого часу проходили професійне становлення у правоохоронних відомствах і лише потім, вийшовши у відставку, починали займатися приватною практикою. Нова, «комерційна», генерація поліграфологів, — поліграфологи кінця 70-хх початку 80-хх років, як правило, були вихідцями із суто бізнесових структур, почасти мали низький рівень професійної підготовки, та, нерідко, порушували елементарні норми методики поліграфної перевірки задля того, аби заробити якомога більше грошей. Все це призвело до значного зниження якості перевірок. Окрім того, слід зазначити, що навіть якщо кандидати на вакантну посаду у бізнесі отримували заслужену «оцінку» з боку поліграфолога, вони все одно обурювалися тим, що не отримали бажаної посади «лише» через досвід вживання наркотиків, вчинення правопорушення, нанесення моральної школи та матеріальних збитків попередньому роботодавцю. Незадоволених, впевнених у тому, що свобода особистості проявляється, в тому числі, у свободі безкарно порушувати норми моралі і закону, ставало все більше, адже у порівнянні із 1975 роком у 1981 році в бізнесі було проведено в п'ятеро більше перевірок.
Суспільство почало активно боротися із поліграфом, саме боротися, бо ніхто із противників поліграфа не пропонував впровадити правила, закони, які б не допускали до роботи із поліграфом непідготовлених спеціалістів. Протягом 1985—1986 років у Конгресі США знаходилося чотири законопроєкти, покликані в тому чи іншому ступені обмежували використання цього приладу у сфері бізнесу. Найбільш радикальний із законопроєктів — «Закон про захист від поліграфа», яким пропонувалося повністю заборонити використання поліграфа у приватному секторі та залишити його лише у федеральних установах, був провалений при голосуванні у Сенаті США.
У 1985 Конгрес США ухвалив рішення про надання Міністерству оборони США широких повноважень на використання поліграфа для перевірки понад чотирьох міліонні військових і державних службовців, котрі мали доступ до секретної інформації цього відомства. Аби забезпечити себе професійними поліграфологами Міністерство оборони реорганізувало школу операторів поліграфа, що випускала біля 50 спеціалістів у рік, в Інститут поліграфа. У тому ж році був розсекречений звіт АНБ про використання поліграфних перевірок, згідно з яким в останні роки у цьому відомстві за допомогою цього приладу було виявлено 12 чоловік, котрі безпосередньо працювали на іноземні розвідки або були родичами шпигунів.
Після тривалих дебатів у 1988 році в США набрав чинності «Закон про захист службовців від поліграфа» («The Employee Polygraph Protection Act»), яким були введені обмеження на використання поліграфа у сфері бізнесу. Поруч з тим, дія цього закону не зачіпала інтересів правоохоронних органів і адміністрацій всіх рівнів. Більше того, даний закон регламентував проведення поліграфних перевірок навіть у тих відомствах, де його раніше практично не використовували. Таким чином, склалася ситуація, коли у США поліграфні перевірки визнали як корисні та необхідні лише  у напрямках, що були дозволені Конгресом — правоохоронному, розвідувальному і контррозвідувальному.
У 1991 році Держдепартамент США був вимушений підкоритися загальнодержавним вимогам і ввів в дію відомчу інструкцію «Політика у відношенні перевірок на поліграфі». Згідно з цією інструкцією, поліграф дозволено використовувати при: розслідуванні злочинів;  оформленні допуску до секретної інформації; в процесі контррозвідувальних розслідувань; з метою виправдання, коли ініціатором перевірки виступає співробітник Держдепартаменту США, котрий став об'єктом службового, кримінального чи контррозвідувального розслідування. Окрім того, за текстом вказаної інструкції будь-якому кандидату на роботу в Держдепартаменті США може бути запропоновано пройти поліграфну перевірку на добровільній основі і з санкції уповноважених на те посадових осіб. Слід зазначити, що Держдепартамент США, зокрема, був тією структурою, у якій поліграфні перевірки, до введення в дію «Закону про захист службовців від поліграфа», здійснювали дуже рідко. Так, наприклад, дружина бувшого співробітника Держдепартаменту США Кендалла Майерса — Гвендолін, арештована із чоловіком у червні 2009 року за звинуваченням у шпигунстві на користь Куби, розповіла співробітникам ФБР, що коли представник кубинської розвідки отримав від них згоду на співпрацю, то запропонував її чоловіку влаштуватися на роботу у ЦРУ або Держдепартамент. Вони обрали Держдепартамент, «тому, що в ЦРУ треба обов'язково проходити перевірку на детекторі нещирості».
Станом на 1991 рік у США до 75 % зросла кількість підрозділів, які використовували поліграф для відбору кадрів і профілактики службових порушень. У той таки період часу Конгрес США санкціонував розширення використання поліграфа правоохоронними органами, при цьому звернувши увагу на те, щоб це розширення передбачало підвищення якості контролю за проведенням перевірок. На виконання цієї директиви Асоціація операторів поліграфа американської поліції розробила і з 1990 року почала впроваджувати у практику загальнонаціональну програму по якості перевірок на поліграфі, що проводилися у правоохоронних цілях.
Приватний сектор перестав бути провідним користувачем послуг поліграфологів, в черговий раз поступившись першістю федеральним відомствам і органам правопорядку, у яких, за різними оцінками, в середині 90-хх років працювало приблизно 60 % із 5000 американських поліграфологів. Провідні поліграфологи США об'єднані в Американську асоціацію поліграфа (ААП). Окрім ААП існують Асоціації поліграфологів поліції та Асоціація поліграфологів, що спеціалізується на розслідуваннях злочинів, вчинених на сексуальному ґрунті, а також у кожному штаті країни працюють регіональні організації поліграфологів.
Постійний штат поліграфологів є у ФБР, Управлінні кримінальних розслідувань армії, кримінально-слідчому відділі морської піхоти США, у Міністерстві військово-морського флоту, митному управлінні США, в Департаменті податків і зборів, у поліції, яка охороняє Капітолій, у низці округів, у столичні поліції, у розвідувальних службах США. З огляду на стрімкий розвиток поліграфології у світі, слід очікувати, що американська школа поліграфа у найближчі роки також переживатиме піднесення та розвиток, в неї вкладатимуть державні кошти. Зміни очевидні вже сьогодні — якщо раніше методику називали «детекція нещирості», то зараз, у спецслужбах її почали називати «методика виявлення прихованої інформації». Це не проста зміна назви — це свідчення того, що розвиток поліграфології в США супроводжується переходом на нові методологічні засади, наслідки яких ми, безумовно, побачимо значно пізніше. Адже поліграфологія спецслужб не публічна наука, назовні вони видають інформацію дозовано, і лише ту, яку вважають допустимою для публічного доступу.
США зберігає лідерство із випуску поліграфів, що експортуються у різні країни світу. На сьогодні у цій державі поліграфи, призначені для детекції нещирості, випускає три фірми: фірма «Axciton», яка спеціалізується виключно на виробництві поліграфів, що використовуються з метою виявлення прихованої інформації, та фірми-виробники «Lafayette Instrument Company Inc» і «Stoelting», котрі випускають і медичну апаратуру, і  поліграфи, призначені для детекції нещирості.
Поліграфні перевірки є безумовними та обов'язковими для: осіб, котрі працюють у розвідці; службовців агентств національної безпеки; персоналу, пов'язаного із обслуговуванням Міністерства оборони та об'єктів атомної промисловості; членів федерального уряду, адміністрації; органів самоуправління та їх підрозділів; всіх без винятку осіб, котрі мають доступ до документів із грифом «секретно».
Негативні висновки спеціалістів-поліграфологів є підставою для здійснення оперативно-розшукових заходів. Зокрема, відомо, що один із високопоставлених російських агентів, нині екс-співробітник ЦРУ Гарольд Ніколсон, який за шпигунство відбуває 25-річний термін покарання у пенітенціарному закладі США, вперше потрапив під підозру у грудні 1995 року, коли не пройшов звичайну для всіх співробітників ЦРУ перевірку на поліграфі. За деякий час його повторно перевірили на поліграфі, однак висновок спеціалістів і в цей раз свідчив про те, що Гарольд Ніколсон збирає і передає таємну інформацію представникам спецслужб іншої держави. Перевірка його банківських рахунків, обшук квартири, негласне зняття інформації з його домашнього комп'ютера підтвердили підозри.  16 листопада 1996 року Г. Ніколсон  був арештований, а у лютому 1997 року визнав себе винним у передачі російській розвідці таємної інформації, важливої для забезпечення національної безпеки США.
У рамках розслідування скандалу з Левінскі за допомогою поліграфа свого часу обстежували президента США Б. Клінтона. Згідно з результатами обстеження президент був нещирим у наданні первинних пояснень у Конгресі США і таки мав зв'язок із стажеркою, причому висновок спеціаліста-поліграфолога був представлений задовго до результатів експертизи ДНК, призначеної по цій справі.
За рік до завершення другого строку свого президентства Джордж Буш-молодший дав вказівку перевірити на поліграфі всіх працівників Білого дому. Перед спеціалістами стояло завдання — встановити особу, котра розголосила журналістам популярного американського часопису таємну інформацію, що стосувалася війни в Іраку. Приблизно за місяць тестувань була виявлена жінка, безпосередньо причетна до витоку інформації. Невдовзі, після цього інциденту, вона була звільнена.
У 2008 році був обстежений громадянин, котрий звинувачував кандидата в президенти США Б. Обаму в участі у гомосексуальних оргіях і вживанні наркотиків. Згідно з висновками поліграфологів, цей громадянин був нещирий і, роблячи такі заяви, намагався безпідставно дискредитувати Б. Обаму.

#### Японія
Апаратний спосіб виявлення нещирості почав поширюватися світом із 1930-1940-х років. Зокрема, в Японії історія його запровадження почалася у 1937 році, коли японські вчені — психологи Акамацу і Тогава, повідомили про створення власного «детектора нещирості», що за принципом дії представляв із себе гальванометр.
Перший японський «детектор нещирості» використовувався наприкінці 1930-хх років в рамках розслідування справи про шпіонаж. Під час війни компанія «Йококава Денкі» випустила серійну партію гальванометрів, якими, вже у післявоєнний час, укомплектували підрозділи японської поліції. Однак виявилося, що дані, отримані за допомогою цих апаратів, не мають достатнього рівня достовірності, а у багатьох випадках дослідник взагалі не міг чітко визначитися — причетний чи не причетний обстежуваний до злочину, який йому інкримінують. З огляду на це, у 1955 році, правоохоронні структури Японії почали використовувати одну із моделей поліграфа К. Кілера. Із часом японські фахівці створили власну модель поліграфа.
Правоохоронці Японії у використанні результатів поліграфних перевірок мають навіть більше прав, аніж поліція США. Результати перевірок нижніми судами розглядаються у якості доказів. У тестуванні в основному використовують непрямі методики (методики, що виключають звинувачувальну форму постановки питань). Особлива вимога пред'являється до професійної підготовки спеціалістів.
Проведення поліграфних перевірок має свої чіткі обмеження, що пов'язані із особливостями стану організму людини. У Японії заборонено піддавати поліграфним перевіркам людей похилого віку, наркоманів, неповнолітніх, хворих, які перебувають у важкому стані, психічно хворих, а також осіб, котрі перебувають у стані алкогольного сп'яніння.

#### Китай
У Китаї поліграф з'явився у 1943 році. Перших поліграфологів готували в США. Після закінчення громадянської війни спеціалісти разом із приладами переїхали на Тайвань. Під впливом радянської науки у КНР насаджувалося негативне ставлення до ідеї використання поліграфа. У 50-ті  роки китайські вчені піддали поліграф різкій критиці. Після погіршання радянсько-китайських стосунків у середині 60-хх років точка зору на поліграф змінилася і деякі китайські державні органи, в обхід технічній блокаді, купили у США багатоканальний, на той час сучасний, прилад. Керівництво держави доручило одному із науково-дослідних інститутів Академії наук КНР вивчити прикладні можливості поліграфа, однак роботі знову завадили зміни в ідеологічному курсі — розгорнулася культурна революція.
У 1980 році керівництво країни спрямувало групу китайських науковців в Японію для вивчення практики використання перевірок на поліграфі. Результатом поїздки став висновок про те, що «детектори брехні» мають під собою наукову основу, а позиція повного невизнання цього методу, яка мала місце в Китаї у минулому, була невірною. У 1981 році в Бюро національної безпеки Китаю почали використовувати куплений у США поліграф.
У 1987 році професор Ю. Джинг Хонг, викладач психологічного факультету Педагогічного університету, успішно використав  власний поліграф у ході розслідування, яке проводилося Шанхайським міським управлінням громадської безпеки. Його робота зацікавила правоохоронні органи країни, в деяких навчальних закладах Міністерства громадської безпеки були розпочаті дослідження та введені курси лекцій по «технології поліграфа».
В 1990 році Міністерства громадської безпеки КНР звернулось в Департамент поліції штату Мічиган (США) з проханням про проведення в КНР лекцій з питань використання поліграфа а також надання підтримки при покупці поліграфів американського виробництва. Одночасно китайським спеціалістам було доручено розробити власні поліграфні пристрої, так як процедура їх покупки у США не зовсім задовольняла китайську владу. Невдовзі в
Інституті автоматики Академії наук Китаю був створений перший офіційний двоканальний прилад. Коли прилад вже був створений, США повідомили китайських спеціалістів, що «надання поліграфних технологій комуністичному Китаю — справа майбутнього, в даний час це не здається можливим».
Відповідь американської сторони лише стимулювала китайських спеціалістів до більш швидкої реалізації розпочатого проєкту — вже у травні 1991 році, силами спеціалістів  Міністерства громадської безпеки КНР був створений перший комп'ютеризований поліграф. Це дало можливість активно впроваджувати перевірки на поліграфі у правоохоронну сферу.
За декілька років після створення першого комп'ютеризованого поліграфа, у КНР вже працювало біля 50 професійних спеціалістів-поліграфологів. У планах китайської поліції було введення посад поліграфологів у кожну із 3000 поліцейських дільниць. За оцінками американських спеціалістів станом на 1997 рік поліграфологи з'явилися у третині китайських провінцій.

#### Індія
У Індії поліграф вперше використали у 1948 році: у рамках розслідування вбивства Махатми Ганді офіцер індійської  поліції, котрий пройшов шеститижневий курс підготовки в США, застосовував поліграф з метою звуження кола осіб, підозрюваних у причетності до змови. Після двадцятирічної перерви у 1969 році керівництво Індії ухвалило рішення про створення відділу поліграфа при Центральній криміналістичній лабораторії Центрального бюро розслідувань. Реально відділ почав працювати у 1974 році, а вже у середині 80-хх років відділення поліграфа були відкриті у п'яти штатах країни і в період до 1987 року в Індії було виконано в інтересах правоохоронних органів понад 3000 перевірок на поліграфі. При цьому у жодному із випадків суди не виступили із забороною використання поліграфа слідчими органами.
Згідно із законами Індії результати поліграфних перевірок можуть бути використані у суді в якості доказів тільки у тому випадку, коли перевірка проводилася цивільною особою, а не співробітником поліції чи працівником суду. Поруч із тим, у реальній практиці були випадки, коли висновок поліграфної перевірки, зроблений співробітником поліції, приймався до розгляду у суді.
Внаслідок того, що у розробці законів і вказівок щодо поліграфних перевірок брали активну участь представники Американської академії спеціалістів поліграфу, загальні вимоги до поліграфних перевірок в Індії, в основному, повторюють аналогічні у США.
Бажаному масовому впровадженню перевірок на поліграфі в країні, на думку індійських спеціалістів, заважає мовний бар'єр (населення Індії розмовляє на 15 мовах) і інертність потенційних користувачів — адвокатів, поліцейських. У зв'язку із цим директор Бюро поліцейських досліджень МВС Індії, виступаючи у 1985 році на 6-й Всеіндійській криміналістичній конференції, закликав «всі поліцейські підрозділи Індії ширше використовувати цю наукову техніку допиту».

#### Південна Корея
У Південній Кореї поліграф використовується з 1950-х років. Перші корейські поліграфологи були підготовлені військовими поліграфологами  армії США, яка дислокувалася у Південній Кореї. Із початку 60-хх років співробітники південно-корейської військової поліції почали проходити підготовку у Школі поліграфа Армії США. Наприкінці 70-хх років дванадцять співробітників прокуратури і поліції пройшли підготовку у поліграфологів 8-ї армії США, що базувалася поблизу Сеула.
У 1991 році у Південній Кореї була затверджена «Інструкція з використання поліграфа». Загальна кількість поліграфологів у Південній Кореї складає понад сто чоловік, більшість із яких об'єднані у Корейську асоціацію поліграфа. Слід зазначити, що перевірки на поліграфі у цій державі використовуються тільки армією та правоохоронними органами, використання поліграфа у сфері приватного підприємництва не допускається.

#### Ізраїль
В Ізраїлі поліграф використовується із 1959 року. Спочатку спеціалістів готували на базі американських шкіл, зараз в цій державі вже існує своя школа підготовки судових психологів-поліграфологів. У Ізраїлі здійснення бізнесових поліграфних опитувань, в основному, є прерогативою спеціалістів із правоохоронних структур — їм дозволено використовувати поліграф у приватній практиці у вільний від служби час.
Ідеологія ізраїльських поліграфологів дуже чітко орієнтована на державний інтерес і забезпечення національної безпеки. Почуття власної гідності, бойовий досвід, набутий у ході тривалого, затяжного військово протистояння, диктують ізраїльським поліграфологам один стандарт якості — одержання правдивих висновків, які допомагають роботі практичних підрозділів. Яку методику використав спеціаліст при цьому — є його особистою справою.

#### Туреччина
У Туреччині поліграфологія як напрямок почала стрімко розвиватися під впливом спеціалістів США, починаючи із 1984 року. Через три роки в Туреччині нараховувалося вже понад 60 спеціалістів-поліграфологів, при чому в кожного із них був окремий поліграф. Підготовка спеціалістів спочатку  здійснювалася у США, а із середини 90-хх років у країні сформувалася власна школа підготовки поліграфологів. Тривалий час турецькі спеціалісти використовували виключно методики, запозичені у Міністерстві оборони США, нині використовують методики, адаптовані до власних потреб і менталітету.

#### Югославія
Свого часу Югославія була першою із соціалістичних держав, що впроваджувала метод «детекції нещирості» у діяльність правоохоронних органів. Наукова робота в цьому напрямку була розпочата у криміналістичній лабораторії м. Загреба у 1959 році. У зв'язку із тим, що позиція радянської правової науки у відношенні поліграфа була різко негативною, всі роботи з вивчення практичних можливостей поліграфа, які проводилися у Хорватії (тодішній республіці Югославії), були засекречені. Протягом 1959—1967 рр. перевірки за допомогою поліграфа здійснювалися лише у Загребі, і про них знало тільки обмежене коло співробітників і працівників поліції. У 1967 році один із поліграфологів, який досяг визначних успіхів у розкритті злочинів, представив у Верховний Суд Хорватії результати поліграфних перевірок. Суд визнав їх у якості доказу, нарівні із іншими доказами. Таким чином, Хорватія стала першою європейською країною, у якій результати поліграфних перевірок були визнані як повноцінний доказ.
Із 1960 по 1994 рр. у п'яти містах Хорватії працювали вісім поліграфологів, які здійснили за цей час понад 33000 перевірок на поліграфі. У 1994 році на кожного поліграфолога припадало, в середньому, по 250 перевірених осіб. Починаючи із середини 90-хх років у цій державі постійно зростає кількість міст і напрямків правоохоронної діяльності, у яких використовується поліграф.

#### Польща
У Польщі поліграф вперше з'явився у 1936 році — його купив Варшавський Інститут психогігієни. До того можливості апаратного встановлення нещирості вивчалися на теоретичному рівні. Дослідники намагалися використовувати прилад у слідчій роботі, однак початок Другої світової війни відтермінував активне впровадження поліграфа на багато років, так як у післявоєнні роки на Польщу поширилося негативне ставлення офіційної радянської науки щодо поліграфа. Один із науковців, професор Павло Хорошовський у 1958 році в підручнику «Криміналістика» стверджував, що «на практиці детектор брехні є нічим іншим, як пристроєм, що призначений для поглиблення атмосфери залякування допитуваної особи». Невдовзі думка професора помінялася кардинально. Провівши  в якості стипендіата пів року в США він отримав у користування поліграф і освоїв методики його прикладного використання. Літом 1963 року за постановою воєводської прокуратури в Ольштині професор П. Хорошовський вперше провів поліграфну перевірку при розслідуванні справи про вбивство. Через рік воєводський суд в Любліні звернувся до П. Хорошовського з проханням (за поданням захисту) перевірити за допомогою поліграфа групу обвинувачених. Поза тим суд не взяв до уваги й не використав результати поліграфних перевірок, проведених професором, у якості доказів. Однак, публічність використання поліграфа пішла на користь справі — після поліграфних обстежень професора П. Хорошовського поліграф почав поступово впроваджуватися у діяльність правоохоронних структур Польщі. Зокрема, у 1968 році поліграф був використаний у розслідуванні кримінальної справи, відкритої особливим військовим судом в Бидгощі за фактом шпіонажу. Перевірка проводилася у присутності прокурора.
Започаткування широкого використання поліграфа у підрозділах кримінального розшуку Польщі датується 1969 роком, коли органи внутрішньої військової служби (жандармерії) закупили поліграф і провчили перших спеціалістів.
У 70-х роках ХХ століття на юридичних факультетах польських університетів, а саме в Катовіцах, Вроцлаві та Торуні, почала проводитись наукова робота в області поліграфних досліджень. Результати роботи науковців повністю підтвердили доцільність використання поліграфів під час розслідування та розкриття злочинів. Таким чином, правоохоронці Польщі отримали вагомий аргумент у суперечках з противниками використання поліграфа, котрі, на відміну від них, спиралися виключно на власні уявлення. По нині університети залишаються поліграфологічними центрами, а професорсько-викладацький склад успішно поєднує викладацьку та наукову роботу із практичною діяльністю в області поліграфних досліджень.
У 1994 році була заснована Спілка польських поліграфологів. Зараз у Польщі склалося три незалежних поліграфологічні школи — у Катовіцах (школа професорів Яна Відацкі і Єжи Конечни), у Торуні (школа професора Маріуша Куліцкі), у Вроцлаві (школа Ришарда Яворскі).
За майже сорокарічну історію використання поліграфа у Польщі було проведено  тисячі обстежень, а фахівці-поліграфологи багато разів виступали у судах в якості експертів. Постановою Верховного суду від 21 грудня 1998 року визнано, що експертиза з використанням поліграфа може бути зарахована до числа доказових матеріалів і бути однією із підстав доведення провини або непричетності до злочину.

#### Болгарія
Початок використання поліграфа у Болгарії був покладений експериментами з триканальним поліграфом (реєстрація дихання, пульсу, і шкіряно-гальванічної реакції) ще у 1963—1964 рр. Апарат апробували в клінічних умовах і на добровольцях з числа працівників МВС. У 1968-69 рр. дослідники використовували два шестиканальні поліграфи американського виробництва, які дозволяли реєструвати зміни у голосі, диханні, пульсі, шкіряно-гальванічній реакції, а також фіксувати тремор і рухи тіла. Поліграфи завезли з метою захисту інтересів Болгарії в умовах «холодної війни», так як на той час болгарська розвідка мала інформацію, що поліграфи активно використовуються західними розвідувальними службами, а також у Югославії.
Основна робота розгорнулася в Інституті психології МВС Болгарії, де почали проводити дослідження по встановленню, за допомогою поліграфа, відповідності обстежуваного займаній посаді, впливу стресових ситуацій і медичних препаратів на реакції обстежуваних. Поліграфні дослідження також проводилися з метою виявлення у правоохоронців сексуальних відхилень, алкогольної залежності і наркоманії. Паралельно поліграфологи працювали у напрямку розкриття та розслідування злочинів. На початку 90-хх років перевірки за допомогою поліграфів практично не проводилися як через зміни у політичній ситуації в країні, так і через відсутність у болгарських спеціалістів можливостей для висококваліфікованої роботи у нових умовах.
У 1995 р. в Інституті психології МВС Республіки Болгарія було створено відділення для проведення оперативно-психологічних експертиз осіб, котрих підозрюють у здійснення тяжких кримінальних злочинів, для вивчення  працівників правоохоронних органів, яких звинувачують у нелояльній поведінці та корупції, при вторинній психодіагностиці або первинному підборі персоналу.
В 1997 році МВС Болгарії закупило комп'ютерний поліграф і відправило на навчання до США одного із своїх співробітників. Поліграфологія почала відроджуватися — із 1997 по 2006 рік тільки в Інституті психології було проведено понад 1500 обстежень із використанням поліграфа, пов'язаних із розслідуванням тяжких злочинів проти особистості. Використання поліграфа регламентовано нормативно в підзаконних актах міністра внутрішніх справ.
Спеціалісти-поліграфологи Інституту психології МВС Республіки Болгарії проводять дослідження і за заявкам інших міністерств і служб держави, які, в основному, пов'язані із необхідністю виявлення нелояльної поведінки і корупції серед держслужбовців. Такі обстеження проводяться на підставі наказу міністра того міністерства, чиї працівники спрямовуються на поліграфне обстеження в Інститут психології. Окрім того, у трудові договори працівників таких міністерств і служб включається пункт про необхідність  проходження поліграфного обстеження. Відомо, наприклад, що поліграфні обстеження використовуються при розслідуванні випадків корупції у Службі прикордонної поліції.
За деякими даними поліграфологи активно працюють  не лише в  МВС Болгарії, але й в інших правоохоронних та розвідувальних структурах держави. Результати поліграфного обстеження, здійсненого в якості самостійного етапу у рамках комплексного дослідження в ході психологічної експертизи широко практикується у Болгарії та приймається судами.
Із 1998 року в Болгарії почали працювати приватні фірми, що спеціалізуються на проведенні поліграфних перевірок, утворилася  Асоціація поліграфологів Болгарії (АПБ).

#### Румунія
Працівники Інституту криміналістики Румунії у 1974 році, оцінюючи перспективні засоби боротьби із злочинністю та проаналізувавши досвід США, запропонували використовувати поліграфи у правоохоронній діяльності своєї держави. Вже наступного, 1975 року, Інститут криміналістики звернувся у США з проханням продати прилади, однак отримав відмову, через існування ембарго на поставки цієї техніки у комуністичні країни. Поза тим, невдовзі бажані чотири прилади були куплені у Японії.
Керівництво румунської поліції з недовірою поставилося до поліграфних нововведень, а тому спеціалістам було дозволено використовувати поліграф лише при розслідуванні нерозкритих злочинів із строком давності понад два роки. Проведені обстеження виявилися досить успішними — в результаті використання поліграфа було розкрито декілька тяжких і заплутаних злочинів. Невдовзі, у 1978 році, в Румунії почалися гоніння на психологію, внаслідок яких закрили факультети психології, Національний інститут психології, у зв'язку з чим роботи із провадження поліграфа призупинилися. Однак, скоро, вже у 1980 році, для центральних поліцейських лабораторій було закуплено два американських поліграфа, на яких спеціалісти-поліграфологи проводили 600—800 перевірок у рік, як правило, по кримінальним справам, в яких класичні слідчі методи не давали необхідного результату.
Із 90-хх років в Бухаресті, при Інституті криміналістики Департаменту поліції, існує центральна лабораторія поліграфа, працівники якої здійснюють постійний контроль за якістю виконання перевірок на поліграфі та проводять курси підвищення кваліфікації практичним поліграфологам. У цілому, в період з 1984 по 1995 рр. кількість лабораторій поліграфа у Румунії зросла із шести до вісімнадцяти і вже тоді планувалося створення таких лабораторій у кожній області держави. Поліграф обов'язково використовується при розслідуванні справ про корупцію у правоохоронних органах у тих випадках, коли традиційні методи розслідування є безсилі.
На сьогодні у Румунії метод поліграфних перевірок активно використовується у правоохоронній діяльності. Програма поліграфної перевірки розробляється сумісно слідчим і поліграфологом, а обстеження поліграфолог проводить самостійно. За результатами поліграфного опитування складається «Протокол про науково-технічну констатацію», що передбачено Кримінально-процесуальним Кодексом Румунії. Результати опитування використовуються в якості доказу по справі.

#### Угорщина
В Угорщині застосування поліграфних перевірок розпочалось із 1978 року. Поліграфні перевірки регламентуються Інструкцією МВС № 40. Основи положення цієї Інструкції запозичені із аналогічного документу США. В основу документу покладено добровільність обстеження при проведенні поліграфної перевірки. У документі декларується, що відмова від проходження перевірки не переслідується законом. Перед початком тестування обстежуваний письмово повинен підтвердити, що йому відомо, що:
1) висновки за результатами поліграфних перевірок не є доказом у суді;
2) за відмову від перевірки на поліграфі обстежуваний не несе покарання.
В європейських країнах протягом десятиліть панувало негативне ставлення до впровадження поліграфа. Однак у другій половині 1990-хх років намітилася тенденція поширення поліграфа у країнах Західної і Східної Європи, навіть у тих державах, які традиційно виступали активними противниками його використання. До цих країн, зокрема, відносяться Швейцарія, Німеччина, Нідерланди, Швеція та Норвегія. Цікаво, що не дивлячись на тривалу присутність американських військ у післявоєнні роки в Федеративній Республіці Німеччина, на відміну від інших країн, це не мало наслідком впровадження поліграфа у діяльність державних органів країни. Навпаки, використання поліграфа у цій країні було під забороною.
У середині 90-хх років у Німеччині було лише біля п'яти професійних поліграфологів.
Поліграфологи, хоч не масово, але  працюють у Франції, Великій Британії, Італії, Іспанії, Словенії, Боснії, Сербії.

#### Велика Британія
У Великій Британії, офіційно, до поліграфних обстежень тривалий час ставилися негативно. Такі погляди ґрунтувалися на результатах аналізу  британських науковців, які, перед спробами впровадження методики, піддали скрупульозному вивченню пануючі у 60-80 роках американські тести, призначені для використання при поліграфних перевірках. За висновками вчених, використання методик, які включають у себе контрольні питання (а саме ці методики на той час практично витіснили всі інші), не відповідає британському праву, згідно з яким працівники правоохоронних органів Великої Британії не мають права вводити своїх громадян в оману.
Справа у тому, що загальноприйняті й почасти «експортовані» без відповідної адаптації американські методики базуються на порівнянні сили психофізіологічної реакції, яка виникає у обстежуваного у відповідь на релевантне питання (питання, що має безпосереднє відношення до правопорушення, проступку) із реакцією, яка виникає на контрольне питання. Саме використання цих контрольних питань і викликало цілком закономірний сумнів англійських вчених.
Поруч із тим, у Британії знайшли широке використання у соціальних службах безконтактні детектори нещирості, в основному виробництва Ізраїлю. За допомогою цих приладів соціальні працівники намагаються дійти  висновку щодо щирості претендентів на державну допомогу в той момент, коли вони скаржаться на свою бідність, невлаштованість, злиденність.
Контакті поліграфи порівняно недавно почали активно використовуються у пенітенціарних установах, як елемент контролю за засудженими, в тому числі тими, у відношенні яких приймається рішення про переведення на більш лояльний режим утримання або перед вирішення щодо можливості та доцільності дострокового звільнення. Особливо актуальними визнано  здійснення таких поліграфних перевірок у відношенні осіб, засуджених за сексуальні злочини проти неповнолітніх.

#### Бельгія
У Бельгія перші поліграфні обстеження були проведені у 1997 році. Саме тоді на території держави діяв серійний убивця дітей, для викриття якого вищим керівництвом держави було ухвалене рішення використати методику поліграфного опитування. Роботу проводили спеціалісти з-за кордону — Канади і Південної Африки. У результаті роботи поліграфологів слідчі отримали орієнтовну інформацію, яка дозволила знайти, у тому числі, тіла вбитих дітей. Спираючись на результативність поліграфних обстежень, було вирішено використовувати цю методику і при розслідуванні інших кримінальних справ. Загалом, до 2001 року, у країні було проведено близько 100 поліграфних обстежень.
Починаючи із 2001 року кількість поліграфних перевірок почала стрімко зростати. Це було пов'язано із тим, що у Бельгії почали працювати не запрошені, а свої спеціалісти-поліграфологи. Станом на 2006 рік в цій державі працювало троє поліграфологів — офіцерів поліції, котрі пройшли тримісячний курс навчання у Канадському поліцейському коледжі. Так, лише у першому півріччі 2006 року бельгійські поліграфологи провели поліграфні перевірки у відношенні 215 обстежуваних. Найчастіше поліграф використовують при розслідуванні злочинів, здійснених на сексуальному ґрунті та при розслідуванні вбивств. Згідно законодавства Бельгії поліграфне обстеження визнається як «спеціалізований метод допиту».

#### Словаччина
Перше відділення спеціальної психології, до компетенції працівників якої, насамперед, відносилося проведення поліграфних перевірок, було створене наказом міністра внутрішніх справ Словацької Республіки у 1998 році. У відділенні одразу почали займатися скринінговою діяльністю з метою якісного підбору кадрів. На підставі результатів поліграфних обстежень здійснювався підбір працівників для навчання у Поліцейському корпусі, роботи у спеціалізованих підрозділах, а також відбір кандидатів на керівні посади.
Із 1999 р. відділення спеціальної психології з відділу кадрової та соціальної діяльності МВС перейшло під управління відділу розслідування та криміналістично-експертної діяльності Інституту криміналістики і експертиз поліцейського корпусу. Із цього часу словацькі фахівці-поліграфологи почали надавати допомогу і у розслідуванні кримінальних справ для підрозділів кримінальної міліції та органів слідства.

#### Сінгапур
Сінгапур є однією із тих держав, де поліграф у правоохоронну систему впровадили стрімко, за короткий проміжок часу. Зокрема, якщо у 1993 році в державі ще не було жодного поліграфа, то у 1996 вже активно працювали 19 спеціалістів.
Провідним користувачем поліграфа у Латинській Америці є Сальвадор, у якому цей метод застосовують близько сорока років. Окрім Сальвадору перевірки на поліграфі практикуються у Мексиці, Болівії, Гватемалі, Бразилії, Венесуелі, Аргентині, Уругваї, Панамі, на Ямайці, у Гондурасі і Пуерто-Рико. Починаючи із 1997 року у Мехіко проходять щорічні конференції Латиноамериканської асоціації поліграфа, що об'єднує професійних поліграфологів, які працюють у країнах цього регіону. У Мексиці поліграф став чи не єдиним ефективним інструментом, який здатний протидіяти тотальній корупції у підрозділах, що покликані боротися із поширенням наркотиків. Так, після перевірки на поліграфі співробітників Спеціального відділу прокуратури по злочинам проти здоров'я, із 2200 працівників лише 560 були допущені до роботи. Новостворений Спеціальний відділ прокуратури по злочинам, пов'язаним із наркотиками, ввів практику обов'язкових перевірок на поліграфі всіх кандидатів на службу. Працюючий персонал кожні чотири місяці проходить спеціальні тести на наркотики або перевірки на поліграфі (часто — і те, і  друге). Для відновлення працездатності підрозділів по боротьбі із наркотиками, Мексика отримала у США поліграфи і підготувала там же понад двох десятків спеціалістів. Через погрози поліграфологам, програма розгорталася в умовах підвищеної секретності.
В Азії перевірки на поліграфі використовуються у Лівані, Об'єднаних Арабських Еміратах, у Гонконгу, Саудівській Аравії, Йорданії, Кувейті, Малайзії, в Пакистані, Таїланді, на Тайвані і на Філіппінах. Спеціалісти цих країн проходили первинну професійну підготовку у США, Ізраїлі або в Японії.
У професійній спільноті деяких пострадянських держав відомі факти, пов'язані із тестуваннями осіб, які підозрювалися в участі у терористичній діяльності та, як було встановлено згодом, проходили спеціальну підготовку у деяких країнах Азії за курсом протидії поліграфу.

#### Африка
В Африці поліграфні перевірки запроваджені із кінця 70-хх років. Першим користувачем цього методу у 1978 році стала Південно-Африканська Республіка. Перевірки проводяться як у державних органах, так і в приватному секторі. Існує навіть Асоціація поліграфа Південної Африки. Поліграфологи також є в Марокко, Єгипті, Кенії і Нігерії.
Доволі часто у літературі можна зустріти думку, що поліграф у Радянському Союзі пов'язаний з іменем О. Р. Лурії.
У 1923 р. відомий російський вчений О. Р. Лурія провів сполучений асоціативно-моторний експеримент з метою діагностики слідів афекту у злочинців. Суть методики полягала у наступному: обстежуваному пред'являли низку слів, у відповідь на які він повинен був максимально швидко відповісти першим  словом, яке йому спаде на думку, і  натиснути на пневматичну грушу. У першій частині дослідження були визначені інформативні ознаки методики. Виявилося, що моторна реакція, сполучена з нормальним асоціативним процесом, перебігає, зазвичай, абсолютно правильно і представляє з себе просте правильне натискання. Моторика ж афективного процесу завжди дає ознаки значного збудження: на кривій натискування з'являлися ознаки вираженого тремтіння, ламкість
Із 1927 року О. Р. Лурія розпочав другу частину дослідження, а саме — перевірив свою методику у реальних умовах розкриття злочинів. Всього ним було обстежено біля 50 осіб, причетних до  вбивств. У всіх обстежуваних час натискання на кнопку, при пред'явленні значимих питань, збільшувався на 24 %. Однак дослідницька методика О. Р. Лурії не перетворилася в технологію виміру, яка би масово використовувалася на практиці та, тим більше, не дала поштовху для інструментальної детекції неправди.
На початку 1930-хх років, в той час, коли поліграфологія вже проходила своє становлення у США, відношення до неї радянської науки залишалося тривалий час невизначеним. Ідеологічна заангажованість юриспруденції не припускала вільностей у висловлюваннях щодо сучасних наукових способів розкриття та розслідування злочинів. Однак, у 1937 році невизначеність завершилась — Генеральний прокурор СРСР А. Я. Вишинський, у публічному виступі, присвяченому проблемі оцінки доказів у радянському кримінальному процесі, безапеляційно назвав ідею використання поліграфа «галіматьєю», що зазіхає на основи радянського процесуального права". Послідовники А. Вишинського — М. Строгович, С. Розенблит, Н. Полянський, А. Роша та інші, у своїх наукових працях розцінювали поліграф як «засіб тортур, що має на меті примушення людини до надання неправдивих свідчень», є «предметом морального та фізичного насилля» та «інквізиторським методом, який використовує поліція США».
Із того часу доля поліграфа була визначена. Неприпустимість його використання згадувалася практично у кожному юридичному підручнику, а на принципах безпідставної, неаргументованої, виключно емоційної неприйнятності поліграфа, виросло немало поколінь юристів, слідчих і оперативних працівників правоохоронних органів, які не тільки не були знайомі із принципами роботи приладу, але й, взагалі, його не бачили. На думку багатьох відомих юристів стереотипність поглядів цієї категорії спеціалістів в значній ускладнювало процес впровадження поліграфа.
Характерним і знаковим є той факт, що на відміну від поліграфа, питанню тортур і катувань, що використовувалися і, за даними міжнародних організацій із захисту прав людини, — продовжують використовуватися з метою отримання свідчень у багатьох пострадянських державах, не присвячувалися розділи солідних юридичних фоліантів. Мабуть тиск на людину у найгрубіших його формах був і, нерідко, є більш прийнятним, аніж обстеження, що проводиться у обов'язково комфортних умовах.
Ідея встановлення істини за допомогою поліграфа не покидала окремих сподвижників. До особливостей розвитку поліграфології в Радянському Союзі, як одного із криміналістичних засобів дослідження, слід віднести її розвиток в межах судової психіатрії.
Перші дослідження розпочалися в Краснодарській крайовій психіатричній лікарні, в лабораторії функціональної діагностики зусиллями В. Варламова і А. Сичова.
У 1959 році вони створили три- і шестиканальні поліграфи з метою визначення неправди, симулювань при проведенні психіатричної експертизи. Шестиканальний поліграф В. Варламова і А. Сичова дозволяв реєструвати на чорнильному самописці артеріальний тиск за методом М. Короткова, грудне та діафрагмальне дихання, електрокардіограму (ЕКГ), фотоплетизмограму та шкіряно-гальванічний потенціал за І. Тархановим. Прилад використовувався задля виявлення фактів симулювання психічних захворювань. Основна категорія обстежуваних складалася із працівників торгівлі, котрі швидко зорієнтувалися у змінах в політичному та економічному житті країни і почали збагачуватися шляхом реалізації товарів «з чорного ходу». Керуючись бажанням убезпечити себе від можливого кримінального переслідування за спекуляцію та зловживання службовим становищем, частина з них прагнули наперед стати на облік у психіатричній лікарні, і з цією метою намагалися симулювати психічне захворювання.
Згодом В.Варламова помітили і запросили на роботу у Москву. У 1968 році на Петрівці, 38 була проведена науково-практична конференція, за результатами якої можливостям використання поліграфа у практиці розкриття та розслідування злочинів була надана висока оцінка. Однак, невдовзі частину учасників конференції, в тому числі і В. Варламова, покарали, а проведення досліджень із використання поліграфів було, без пояснень, усно заборонене.
Майбутній розробник відомої лінійки російських поліграфів, автор першого на пострадянському просторі підручника з питань поліграфної методики виявлення прихованої інформації не покинув свої ідеї, але був змушений їх дещо трансформувати з урахуванням політичних реалій. Зокрема, почав поглиблено вивчати психофізіологію людини в екстремальних ситуаціях (наприклад, при сходженні на Еверест), у буденному житті (в психофізіологічних лабораторіях), у професіях підвищеного ризику (в автопарках м. Москви).
Загалом, багато досліджень, проведених у 70-80 роках радянськими біологами та фізіологами у тій чи іншій мірі торкалася вивчення аналізу реакцій людини у відповідь на пред'явлення значимих стимулів. Однак, як правило, всі дослідники  старанно обходили питання прикладного використання своїх досліджень, адже вони, врешті решт, підтверджували наукову основу методу «детекції неправди», з якого ще не було знято анафему у офіційній радянській науці.
Тобто, реально складалася ситуація, коли на Заході, в США, метод інструментальної детекції нещирості активно використовувався, але не мав належно розробленого, як це слідує із висновку УОТ, науково-методичного підґрунтя. У СРСР, навпаки, практичне застосування методу перебувало під жорстким ідеологічним табу, однак його методичні засади були розроблені на достатньо високому, принаймні, значно вищому аніж у капіталістичних країнах рівні.
Можливо так тривало б і надалі, якби не деякі фактори, що послужили поштовхом для виходу методики інструментальної нещирості із підпілля. Існує думка, що відправною точкою для змін стало те, що у 60-хх роках розвідка Німецької Демократичної Республіки несподівано отримала низку нищівних поразок на території капіталістичних країн: добре підготовлені агенти були викриті за допомогою поліграфа.
Про невдачі розвідка НДР проінформувала КДБ СРСР. «Ненауковий метод» виявився об'єктивною загрозою, а тому фахівці КДБ були змушені проаналізувати проблему поліграфа. Результати аналізу зарубіжної інформації як із наукових джерел, так і із ЗМІ, свідчив, що метод успішно використовується у правоохоронних органах багатьох зарубіжних країн і ігнорувати його — значить добровільно  перейти у ранг аутсайдерів. Внаслідок цього було вирішено провести відповідне наукове дослідження, яке би дозволило у повній мірі розкрити можливості методу, особливо з урахуванням потреб КДБ. Керівництво науковою темою доручили академіку Симонову П. В. У одному із закритих НДІ академік і його колеги — кандидат медичних наук Наумов В. М. та Занічева А. А., здійснили фундаментальну науково-дослідну роботу, що завершилася захистом першої в СРСР кандидатської дисертації, присвяченої науковим основам психофізіологічного методу виявлення нещирості.
Академік Павло Васильович Симонов провів значний обсяг експериментальних досліджень із психофізіології емоцій, в тому числі уважно вивчив метод апаратного виявлення емоційних реакцій на значимий для суб'єкта сигнал.
На підставі проведеної роботи академік дійшов висновку, що ефективність сучасних способів виявлення емоційно-значимих об'єктів не викликає сумніву та ці способи, як і медична експертиза та слідчий експеримент, можуть стати «допоміжним прийомом розслідування, прискорити його в тим самим сприяти вирішенню головного завдання соціалістичного правосуддя — виключенню безкарності правопорушень».
У своїх працях академік П. В. Симонов писав: «У недалекому майбутньому слідство, яке категорично відмовиться від застосування поліграфа, у якій би то не було формі, буде справляти таке ж враження, яке сьогодні справляв би лікар-кардіолог, котрий за необхідності діагностувати інфаркт міокарда відмовився би записати електрокардіограму і спирався би тільки на свій власний стетоскоп».
Накопичення результатів багаторічних наукових вивчень методики, які свідчили про високу прикладну цінність і перспективу використання поліграфа у правоохоронній практиці привели до того, що 25 липня 1975 р. наказом Голови КДБ СРСР Ю.Андропова у цьому відомстві була створена перша в країні лабораторія з тематики методології та практичного використання поліграфа. Керівником лабораторії був призначений кандидат технічних наук Юрій Костянтинович Азаров, заступником — психіатр Володимир Костянтинович Носков. Через 25 років по тому, після навчання на курсах спеціалістів поліграфа у США, саме вихованці цієї лабораторії продовжили розвиток поліграфологічного напрямку в ФСБ РФ.
Незалежно від робіт, які проводилися органами держбезпеки, працівники ВНДІ радянського законодавства Міністерства юстиції СРСР Злобін Г. А. і Яні С. А. у середині 70-хх років опублікували роботу, присвячену науково-технічному обґрунтуванню і процесуально-правовій допустимості використання поліграфа у боротьбі із злочинністю.
Автори назвали поліграф засобом отримання допоміжної інформації про вірогідну щирість чи нещирість особи, яка надає свідчення. При цьому вони дійшли висновку, що проблема поліграфа давно заслуговує глибокого наукового дослідження і практичного експерименту. На новаторів із нищівною, необґрунтованою критикою обрушився все той же Строгович Михайло Соломонович, практично із тими ж аргументами, які вони разом із Вишинським А. Я. використовували ще у 30-хх роках.
Він нагадав, що питання поліграфа «вирішене» і, тим самим, дав сигнал іншим новаторам про те, що поки стара гвардія панує у науці, питання поліграфа піднімати, обговорювати — не можна. Як наслідок, експериментально-прикладні дослідження по тематиці поліграфа, що проводилися науковцями МВС СРСР у Москві і Києві, та доповідалися на закритій відомчій конференції у Куйбишеві наприкінці 1978 року, були  припинені.
У 1980 році керівник провідної наукової установи МВС СРСР — начальник Всесоюзного науково-дослідного інституту МВС СРСР генерал-лейтенант І. Карпець у «Літературній газеті», у відповідь на запитання журналіста щодо можливості використання поліграфа в правоохоронній діяльності, досить емоційно і однозначно негативного, традиційно без наведення бодай одного аргументу сказав, що це суперечить  «гуманному радянському праву».
Із настанням перебудови поліграфологія почала розвиватися досить швидкими темпами. Так, у 1987 році в Москві В. Варламовим був створений перший п'ятиканальний портативний комп'ютеризований поліграф, у березні 1990 року два співробітника МВС СРСР — начальник відділу Головного управління карного розшуку В. Гордієнко і начальник кафедри Академії МВС СРСР С. Ігнатов виїхали у Польщу для ознайомлення з досвідом використання поліграфа у правоохоронній діяльності.
На підставі скрупульозного вивчення досвіду польських колег вони підготували пропозиції щодо доцільності впровадження поліграфа у діяльність органів внутрішніх справ СРСР, підготовки навчальних посібників для майбутніх поліграфологів, розробки відповідних навчальних програм і науково-дослідних робіт. Окремим пунктом пропонувалося відрядити групу працівників-правоохоронців до США для придбання поліграфів і навчання методиці поліграфних обстежень із метою детекції нещирості. У той же період часу на навчання до США виїхали перші фахівці, працівники згаданої вище тридцятої спеціальної лабораторії КДБ.

#### Росія
У 1992 році в МВД Російської Федерації був виданий наказ «Про правове і нормативне забезпечення використання поліграфа в системі МВС РФ». У травні 1993 р. була введена в дію «Інструкція про порядок застосування органами ФСБ опитувань із використанням поліграфа», у грудні 1994 року в МВС РФ була запроваджена «Інструкція про порядок використання поліграфа при опитуванні громадян», у лютому 1996 — «Інструкція про порядок застосування спеціальних психофізіологічних досліджень федеральними органами податкової поліції», у 1999 році в Міністерстві оборони РФ була затверджена Інструкція «Про порядок застосування обстежень за допомогою поліграфа у відношенні військовослужбовців і осіб цивільного персоналу при укладені контрактів про проходження військової служби (трудових договорів) і при допуску до державної таємниці».
У 1993 році у ВНДІ МВС РФ був створений спеціальний відділ, працівникам якого було доручено зайнятися впровадженням поліграфа в органи внутрішніх справ. У цей відділ запросили працювати на той час вже доктора біологічних наук В. О. Варламова, який, з метою розгортання процесу впровадження поліграфа, зробив основну ставку на підготовку спеціалістів-поліграфологів і методичне забезпечення їхньої діяльності. Як наслідок, підготовку перших поліграфологів почали здійснювати у ВНДІ МВС РФ, тобто саме тієї установи, чий бувший керівник 13 років тому назад не визнавав навіть самої ідеї використання поліграфа з метою виявлення прихованої інформації.
Складаючи кваліфікаційний іспит по завершенню навчання у ВНДІ, одна із перших випускниць курсів — І. М. Ніколаєва, успішно провела у одному із районних управлінь міліції «випускне» поліграфне обстеження. Вона перевірила за допомогою поліграфа чоловіка, підозрюваного у вчиненні вбивства, встановила у нього психофізіологічні ознаки приховування значимої інформації, зробила висновок про причетність і, на підставі отриманих результатів, схилила його до надання правдивих свідчень та видачі речових доказів. Швидкість проведення обстеження (біля 2 годин), гуманність процедури, і, найголовніше — результат, вразили працівників міліції та прокуратури і стали вагомим аргументом, що спростовував існуючі у практичних працівників стереотипи про поліграф.
Наприкінці 1994 року у ВНДІ пройшла конференція із нетрадиційних методів розкриття злочинів. На ній, поряд із питаннями можливості використання із метою вирішення оперативних завдань гіпнозу, екстрасенсів, розглядалося і питання практичного використання поліграфа.
У травні 2009 р., після низки негативних резонансних подій, пов'язаних із протиправною гоміцидною поведінкою окремих працівників міліції, в тому числі здійснення ними актів розширеного суїциду, міністр внутрішніх справ РФ генерал армії Нургалієв Р. підписав наказ № 341, яким передбачено розробку і прийняття комплексу невідкладних заходів, спрямованих на профілактику та попередження надзвичайних подій і правопорушень серед особового складу органів внутрішніх справ. Окрім таких новацій як введення практики особистого поручительства при призначенні на керівні посади, у наказі є пункт і про проведення обов'язкових поліграфних перевірок кандидатів на службу. Цей пункт, не в останню чергу, з'явився тому, що, як виявилося при ретельному вивченні кожного із негативних фактів, практично всі винуватці подій ще до влаштування на роботу в міліцію мали абсолютні протипоказання до служби в правоохоронних органах. Однак не дивлячись на перебування на обліку у психоневрологічному диспансері, систематичне проходження курсу лікування у психіатра, наявності залежності від алкоголю чи наркотичних речовин, досвіду вчинення протиправних поступків (деякі із них на момент вступу на службу взагалі були фігурантами кримінальних справ) успішно проходили давно застарілу систему спеціальних перевірок. Поліграфні ж обстеження, на думку керівника МВС РФ, допоможуть якщо не зняти проблему, то, принаймні, звести її до мінімуму. Окрім того, запровадження обов'язкових поліграфних перевірок при прийомі на службу в органи внутрішніх справ повинно позитивно відбитися і на покращенні оперативної обстановки, розкритті латентних злочинів, адже не виключається, що по результатам поліграфних перевірок частини кандидатів на службу будуть проводитися оперативно-розшукові заходи.
Станом на 2000 рік у Російській Федерації було накопичено великий досвід використання поліграфа у оперативно-розшуковій діяльності. Із 2001 почали проводитися психофізіологічні експертизи із використанням поліграфа, що визнаються у якості доказів і, на рівні з іншими доказами, входять в основу вироку суду. Зокрема, в одному із перших таких вироків суду відмічалося, що «у відповідності із комплексною судовою психолого-психофізіологічною експертизою, при пред'явленні Хаметову А. Р. серед інших нейтральних фотографій фотографії обігрівача, від якого був відрізаний кабель, що використовувався при задушенні С., і ліжка, на якому вона була задушена, у нього отримані значимі реакції, що дозволяє зробити висновок про те, що останній був у квартирі в момент вбивства С. Тому суд не прийняв свідчення підсудного Хаметова А. Р. про те, що у цій квартирі він не був взагалі і С. не вбивав, так як вони не відповідають встановленим у ході слідства обставинам події».
Замовниками експертиз  нерідко виступають крайові прокуратури, Генеральна прокуратура, Військова прокуратура, слідчі ФСБ і органів внутрішніх справ. За іронією долі першу подібну експертизу у Росії провела  визнаний фахівець, спеціаліст-поліграфолог, кандидат юридичних наук Я. В. Комісарова, чий батько, відомий юрист-науковець, у радянський час був противником використання поліграфа у юридичній практиці.
У слідчому комітеті Генеральної прокуратури РФ, а відтак — і у прокуратурах всіх суб'єктів РФ, створено спеціальний відділ, працівники якого мають проводити спеціальні психофізіологічні обстеження в рамках розслідування кримінальних справ і в якості судових експертиз.
Поліграфологи включаються до складу всіх слідчо-оперативних груп, які створені з метою розкриття кримінальних справ за фактами тероризму. Зокрема, відомий факт нагородження премією МВС РФ у розмірі 35 000 рублів спеціаліста-поліграфолога, співробітницю міліції із Новоросійська за встановлення у ході поліграфної перевірки особи підривника, який протягом 2007—2008 рр. здійснив низку терактів у курортних містах Чорноморського узбережжя Росії. Під час вибуху одного із закладених ним підривних пристроїв, загинула громадянка України. Задля пошуку цього особливо небезпечного злочинця були задіяні значні сили та засоби і в результаті оперативно-розшукових заходів працівники правоохоронних органів встановили, що підривник покинув місце злочину на автомобілі «Волга», номер якого, поза тим, жоден із свідків не запам'ятав. Поліграфологи ГУВС Краснодарського краю протестували близько 800 людей, власників автомобілів вказаної марки. За результатами одного із цих поліграфних обстежень і було встановлено терориста — ним виявися працівник УВС м. Хоста, що знаходиться неподалік від м. Сочі. Під час поліграфного обстеження було також з'ясовано мотиви протиправної діяльності цього громадянина, а також визначено місце переховування речових доказів, із  якого, в наступному, здійснили виїмку.
На сьогодні можна із впевненістю сказати, що в Росії є дві поліграфні школи. Одна базується на використанні методик контрольних питань. Інша, «краснодарська», у проведенні поліграфних обстежень дотримується принципів методики виявлення прихованої інформації і використовує непрямі та пошукові тести. Прихильники методики контрольних питань вважають, що «краснодарський» підхід є методологічно необґрунтованим, так як він не відповідає нормам американської школи спеціалістів поліграфа. Представники «краснодарської» школи у відповідь стверджують, що непрямі і пошукові тести більше відповідають менталітету населення Росії, вони довели свою ефективність при розкритті та розслідуванні злочинів, у поліграфному забезпеченні антитерористичній діяльності.
Одна із відомих практичних психологів-поліграфологів (за освітою — лікар-психіатр), системи ОВС РФ Н. Власова, а нині спеціаліст-поліграфолог бізнес-структури на півдні Росії, описуючи свій досвід використання поліграфа з метою кадрового супроводження практичного підрозділу, вказувала, що використання шаблонного методу у такій роботі є однозначно недоцільним. В якості аргументу вона посилалася на те, що навіть випускники одного вищого навчального закладу, які мають одинакові дипломи, однак формувалися у різних соціальних умовах, потребують відмінного підходу у обстеженні, застосування індивідуальних опитувальників і тестів. Зважаючи на це, вона використовувала тести непрямого методу, що більш коректі та дають значно достовірніший результат.
Індивідуальний підхід, прогнозування особистісних особливостей, у низці випадків дозволяли отримати від самих обстежуваних зізнання про підробку документів чи вчиненні інших правопорушень, наявність наркотичної залежності, проходження курсу лікування у психоневрологічному відділенні з хронічною патологією.
Із 1999 р. по 2000 р. при проведенні 150 поліграфних опитувань кандидатів на службу, у 18 чоловік виявила наркотичну залежність (у більшості було встановлено джерела отримання наркотиків), у 7 кандидатів встановила незаконне зберігання вогнепальної зброї, яку, було виявлено та вилучено працівниками міліції (1 кулемет Дегтярьова, 3 автомата «Шмайсер», 2 незареєстровані мисливські рушниці). Тобто, у процесі проведення поліграфного обстеження поліграфолог — психолог підрозділу, отримувала цінну оперативну інформацію яку, в наступному, перевіряли та підтверджували спеціалісти вже інших профілів правоохоронної діяльності. Наслідком такої успішної та злагодженої співпраці було припинення протиправної діяльності, розкриття злочинів.
Свого часу ці дві російські школи пройшли етап непримиренної боротьби, однак і по нині відкрито жодна із них не пристала на аргументи протилежної сторони та не поступилася позиціями. Загалом, возз'єднання «ідеологічно» протилежних шкіл представляється практично неможливим — поліграф у Росії давно вийшов за межі методики кадрового забезпечення правоохоронних структур і спецслужб, розкриття і розслідування злочинів. Нині це потужна бізнес-індустрія із всіма відповідними засобами дискредитації конкурентів, залучення та утримання клієнтів, формування власного, нерідко самотужки вигаданого та такого, що штучно підтримується іміджу.
У Росії не менше п'яти фірм випускають поліграфи та у рази більше курсів підготовки поліграфологів.

#### Естонія
В Естонії, в 1992 році, співробітник юридичного факультету Тартуського університету Пєел Прукс опублікував монографію «Кримінальний процес: наукова детекції нещирості». Це була перша солідна наукова праця з проблем поліграфа, яка вийшла на пострадянському просторі. Автор цієї монографії першим розділив існуючі за кордоном тести поліграфних опитувань не за назвами, а за змістом та за принципом формування і використання. Зокрема, він виділив методики, які мають контрольні питання (тести МКП — методики контрольних питань) і непрямі та пошукові тести (тести методики МВПІ — методики виявлення прихованої інформації).
В Естонії у середині 90-хх років було вже два поліграфолога.

#### Латвія
Використання поліграфа в Латвії почалося в 1997—1998 рр. з проведення на замовлення Головного управління кримінальної поліції Латвії наукового дослідження на кафедрі криміналістики  Академії Поліції. Під час цього дослідження здійснювалося вивчення спеціальної літератури та нормативних актів США, Японії та інших країн, в яких є досвід використання поліграфа, вивчилася практика поліграфних досліджень, проводилися дискусії із спеціалістами в лабораторії поліграфа Ізраїлю.
Окрім того здійснювалися експериментальні перевірки на поліграфі студентів Академії поліції Латвії, всебічно аналізувалися та оцінювалися правові, теоретичні, практичні і методичні аспекти поліграфних перевірок. У ході даного дослідження також був випробуваний «аналізатор голосового стресу» (безконтактний поліграф), вироблений в США. За результатами випробовування дослідники дійшли висновку про неможливість на даному етапі практичного використання безконтактного голосового поліграфа у процесуальній експертизі.
Результати досліджень обговорювалися з представниками різних правоохоронний інститутів Латвії, на нарадах Генеральної прокуратури та Державної поліції. На підставі аналізу комплексу проведених заходів був зроблений висновок, що поліграфна експертиза, як і будь-яка інша експертиза, має наукове та правове обґрунтування і її результати можуть використовуватися в якості доказу в кримінальних і цивільних справах.
Із 1998 року в Латвії систематично проводяться перевірки з використанням поліграфа, головним чином у вигляді поліграфних експертиз по кримінальним справам. Проведення експертизи призначають прокурори областей і Генеральної прокуратури та дізнавачі поліції. Найбільша частина експертиз призначається по кримінальним справам про насильницькі злочини. Поліграфні перевірки нерідко проходять не тільки підозрювані, але й потерпілі та свідки.
Ні в одному правовому акті Латвії, в тому числі у процесуальному законодавстві, не регламентовано використання поліграфа, так як на думку правників у цьому немає необхідності. Діяльність поліграфолога підпадає під правову регламентацію, що регулює всі інші експертизи.

#### Литва
Зародження практики психофізіологічних обстежень із використанням поліграфа у Литві відбулося у 1933 році. Такі обстеження одразу розцінювалися як психологічний метод розкриття злочинів або метод встановлення «діагностики фактів події». Під час обстеження використовувався метод асоціації — обстежуваному задавали питання, пов'язані із обставинами злочину.  Встановлюючи рівень розгубленості особи під час перевірки, дослідники також додатково фіксували зміни у її диханні та пульсі.
У 90-хх роках ХХ сторіччя, після довгої перерви, у Литві повернулися до ідеї апаратної діагностики нещирості, а 29 серпня 2000 року був прийнятий Закон Литовської Республіки про використання поліграфа. Законом визначається, що психофізіологічне обстеження із використанням поліграфа здійснюється з метою встановлення інформації, яку особа свідомо приховує, або з метою встановлення достовірності свідчень.  До суб'єктів, уповноважених проводити обстеження із використанням поліграфа, відносяться: уповноважені інституції Міністерства внутрішніх справ Литовської Республіки (Департамент поліції при МВС, Департамент охорони керівництва держави при МВС, Служба охорони державного кордону при МВС); Другий департамент оперативних служб при Міністерстві охорони краю; Департамент безпеки держави; уповноважена інституція Міністерства фінансів — Митний департамент при Міністерстві фінансів; Служба спеціальних розслідувань. Психофізіологічні обстеження проводяться у випадках, коли: 1) розглядається питання про видачу чи відкликання дозволу на роботу чи ознайомлення із засекреченою інформацією, якщо є підстави вважати, що особа приховала або надала неправдиві факти біографії чи інші неправдиві свідчення про себе або про своє оточення; 2) відповідно до порядку, встановленого законами і іншими правовими актами, виконується службова перевірка, внутрішнє чи оперативне розслідування;  3) розслідуються злочини, інші порушення, включаючи дисциплінарні проступки, вчинення яких пов'язане з порушенням встановленого порядку ознайомлення, роботи із засекреченою інформацією, а також із зберіганням і використанням такої інформації; 4) є прохання особи провести повторне розслідування. Згідно з Законом про використання поліграфа, психофізіологічне обстеження не може проводитися відносно інших осіб або в інших випадках.
Згідно з п.1. ч.1. Закону про використання поліграфа, особі, яка відмовилася від обстеження із використанням поліграфа, може бути не видано або скасовано дозвіл на роботу чи ознайомлення із засекреченою інформацією.
У 2005 році суд Вільнюського округу, при розгляді кримінальної справи, у звинуваченні особи у вчинені тяжкого злочину, визнав висновок спеціаліста-поліграфолога у якості одного із доказів. 21 вересня 2007 року Генеральний комісар поліції Литви затвердив «Концепцію застосування психофізіологічного обстеження із використанням поліграфа у боротьбі зі злочинністю, корупцією поліцейського персоналу і при відборі для служби співробітників поліції».

#### Молдова
У Республіці Молдова початок впровадження методу поліграфних опитувань приходиться на 90-ті роки, коли колегія МВС Республіки Молдова ухвалила рішення про створення лабораторії психофізіологічних досліджень у оперативно-технічному відділі техніко-криміналістичного Управління МВС РМ. Із часом з'явилися перші оператори поліграфа, котрі пройшли підготовку у Румунії. Спочатку спеціальної правової бази, яка б регламентувала проведення виключно проведення поліграфологічних обстежень, не було. За правову основу використання поліграфа визнавали  «Закон про оперативну діяльність» (розділ «Використання спеціальної техніки в ОРД»), а спеціалісти-поліграфологи проводили обстеження лише в поліції та спецслужбах країни. Із 2000 р. попит на поліграфологічні обстеження стрімко зріс як у поліції, так і в міністерстві оборони, службі безпеки та приватних підприємствах і банках. Із 2009 р. в Молдові діє Закон «Про використання тестувань на детекторі симуляції (поліграфі)».
Таким чином, в світі є лише три країни, у яких використання поліграфа регламентується Законом — США, Литва і Молдова.

#### Вірменія
У Вірменії метод поліграфних перевірок активно почав використовуватися з 1999 р. в роботі служб міністерства національної безпеки (МНБ) за трьома напрямками: кадрові перевірки при зарахуванні на військову службу в органи МНБ, дослідження за кримінальними справами по лінії МНБ, МВС і прокуратури, а також робота з об'єктами оперативної зацікавленості в рамках діяльності органів МНБ. Із вересня 1999 р. згідно з наказом міністра МНБ Республіки Вірменії систематично проводяться кадрові перевірки осіб, зарахованих до резерву органів Національної безпеки. Перед проведенням обстеження поліграфологу надають можливість ознайомитися зі всіма наявними первинними матеріалами, зібраними на кандидата на службу.
За даними вірменських поліграфологів, у 10 % випадків у обстежуваних виявляється невідповідність вимогам поступлення на службу. Серед причин невідповідності найчастіше зустрічалися: схильність до алкоголізму чи вживання наркотичних речовин, працевлаштування з метою забезпечення прикриття підприємницької діяльності, прагнення в майбутньому використовувати службове становище у корисних цілях, отримати зброю. Серед кандидатів на службу також нерідко зустрічаються  ті, котрі до тестування успішно приховували наявні проблеми зі здоров'ям або окремі біографічні факти, що унеможливлюють проходження ними служби. Всі негативні результати, отримані в ході поліграфних перевірок, деякий час піддавалися детальній перевірці працівниками кадрового апарату із  залученням працівників відповідних служб. У 100 % випадків результати таких перевірок повністю підтверджували висновки спеціалістів-поліграфологів.
У тому ж таки 1999 р. фахівці-поліграфологи почали працювати і за напрямком розслідування кримінальних справ. На даний час у Вірменії накопичено великий позитивний досвід здійснення поліграфних досліджень під час відбору і супроводження кадрів правоохоронних структур, розкриття та розслідування тяжких, резонансних злочинів. Результати роботи поліграфологів свідчать про безумовну цінність даного методу для практичної діяльності органів МНБ, МВС, прокуратури та других суб'єктів оперативно-розшукової діяльності Республіки Вірменії.

#### Білорусь
До появи власного поліграфного напрямку, а саме — до  2001 року, у разі крайньої необхідності в проведенні поліграфних обстежень, органи внутрішніх справ Республіки Білорусь зверталися до МВС Російської Федерації. У рамках такої співпраці в  березні 2001 року, задля оптимізації розслідування резонансної кримінальної справи по факту зникнення оператора ОРТ Дмитра Завадського, були запрошені працівники Управління спеціальних технічних заходів при ГУВС Краснодарського краю. Краснодарські фахівці не лише визначили із великого кола підозрюваних осіб, безпосередньо причетних до даної події, але й встановили роль кожного із них у вчиненні злочину, описали слідству невідомі раніше важливі деталі здійснення вбивства. Інформація, отримана поліграфологами по даній справі, довела керівникам держави та Міністерства внутрішніх справ Білорусі необхідність підготовки власних  фахівців-поліграфологів. Одразу була обрана і школа підготовки поліграфологів, і прилади.
У червні-липні 2001 року на базі ГУВС по Краснодарському краю були підготовлено п'ятеро білоруських фахівців: три працівника Головного управління карного розшуку для надання допомоги у розкритті та розслідуванні злочинів і двоє працівників центральної поліклініки МВС Білорусі — для відбору кандидатів на службу в ОВС.
Офіційне практичне використання поліграфа в правоохоронних органах Республіки Білорусь бере початок із моменту прийняття відомчої постанови МВС № 206 від 31.10.2001 року «Про затвердження Інструкції про порядок проведення ОВС Республіки Білорусь опитування громадян із використанням поліграфа». Інструкцією визначалися умови і порядок проведення опитування громадян із використанням поліграфа, оформлення та зберігання матеріалів, використання результатів опитування. Вже за пів року використання поліграфа у процесі розкриття та розслідування злочинів спеціалісти провели більше 60 поліграфних опитувань і надали інформацію про причетність до здійснення злочинів 20 осіб, вісім з яких одразу після опитування дали явку з повинною.
Виходячи із позитивних результатів використання поліграфа при розкритті тяжких злочинів керівництво МВС Республіки Білорусь ухвалило рішення створити у центральному апараті МВС відділ психолого-технічного забезпечення розкриття злочинів із семи чоловік. Двох фахівців, яких раніше готували для проведення кадрових перевірок, також включили у цей відділ і  вони почали надавати допомогу у розкритті та розслідуванні злочинів. Враховуючи наявність у штаті відділу професійних психологів, у функції відділу, окрім розкриття злочинів, входить психологічне супроводження підозрюваних, розробка психологічного портрету злочинців по нерозкритим серійним злочинам і злочинам, скоєним на сексуальному ґрунті, використання різноманітних психотехнологій у розкритті злочинів. Також до обов'язків працівників відділу входить проведення кадрових перевірок.
Поліграфологи КДБ Білорусі в основному працюють у кадровому напрямку.
Особливістю розвитку поліграфології в Білорусі є те, що більшість поліграфологів цієї держави, в тому числі і ті, які працюють у бізнесових структурах, об'єднані у громадську організацію «Поліграфолог» під керівництвом діючого спеціаліста із МВС.
Є дані відносно того, що поліграфні обстеження запроваджені у роботу спецслужб Киргизстану.
У 2009 р. була підготовлена доволі велика група спеціалістів-поліграфологів для потреб правоохоронних органів і спецслужб Туркменистану. Готувалися ці фахівці на території своєї держави, однак поліграфологами з Російської Федерації.
Із доступних джерел відомо, що поліграф активно використовується у Комітеті національної безпеки Республіки Казахстан. Використання поліграфа в Республіці Казахстан регламентується відомчими внутрішніми актами низки відомств. Практика використання поліграфа в Республіці Казахстан має низку прикладів, коли лише результат поліграфного обстеження був єдиною достовірною інформацією, використання якої дозволили спецслужбам своєчасно попередити підготовку теракту та розкрити здійснене правопорушення.
У Комітеті національної безпеки (КНБ) Республіки Казахстан поліграф, насамперед, використовується при відборі кандидатів на службу. За використанням поліграфа працівники Комітету національної безпеки значно обійшли працівників МВС.
У листопаді 2007 року  в м. Алмати відбулась установча конференція Асоціації поліграфологів Казахстану. На конференції прийнято Статут Асоціації та обрано Раду Асоціації.

## Поліграф в Україні
Дослідження на рівні пошукових робіт в 70-х роках велися в Інституті психології та підрозділі ГРУ під керівництвом к.п.н. Карпухіної в межах відомих схем дослідження: КҐР, АД, ЧСС, ЧД. В 1974-75р.після встановлення в Черкаській ОПЛ м. Сміла 16-канального поліграфа Рабчинський Ж. А.і Ворона Ю. С. досліджують змінені стани при аутотренінгу, цигун, йозі, вправах і станах козаків характерників, стани з ведичної та тибетської практики. Пізніше це було показано в теорії системи інформаційного функціонального обміну — СІФО. Саме міжмеридіанні відведення показали інформативність контролю змінених станів. В програмі доповідей профільної конференції видно стан досягнень лабораторії Карпухіної та біофізика Ворони Ю. С."Информативность биологически-активных точек кожи.", Харьков, 1982. Саме ці роботи було покладено в основи формування і розвитку системології та синергології. СІФО, як функціональний зв'язок первинного соматогенезу й ефектор первинного синергогенезу покладені в основу теорії полісубстратного ієрархічного системогенезу вищих тварин і психофізики свідомості людини та вищих тварин. В критичний період кадрової міграції українських громадян з РФ, обмеження і відсутності фінансування науки Ворона Ю. С.звільнений з АНУ продовжив наукову роботу як ФОП в статусі «приват-доцента» власним коштом. В питаннях кадрового аудиту технічні методи поступаються опитуванню, застосуванню тестів, експертних досліджень, спостереженню. Тому в Україні здебільшого використовуються технічні засоби, методики та підготовка фахівців американського виробництва та американської школи, в тому числі досвід практики застосування.

## Сучасне становище
На сьогодні поліграф використовують більш ніж у 75 країнах світу, серед яких загальновизнаним лідером є США. Значною популярністю він користується в діяльності правоохоронних органів Японії, Туреччини, Ізраїлю, Бельгії, Індії, Казахстану, Канади, Китаю, Колумбії, Латвії, Литви, Естонії, Македонії, Південної Кореї, Сербії, Сінгапуру, Фінляндії, Хорватії, Чорногорії. Серед держав-сусідів поліграф затребуваний серед таких країн: Польщі, Болгарії, Чехії, Словаччини, Словенії, Угорщини, Росії, Білорусі, Молдови та ін. Водночас у світі є країни, де заборонено використання поліграфа (Австралія, Німеччина, Австрія).

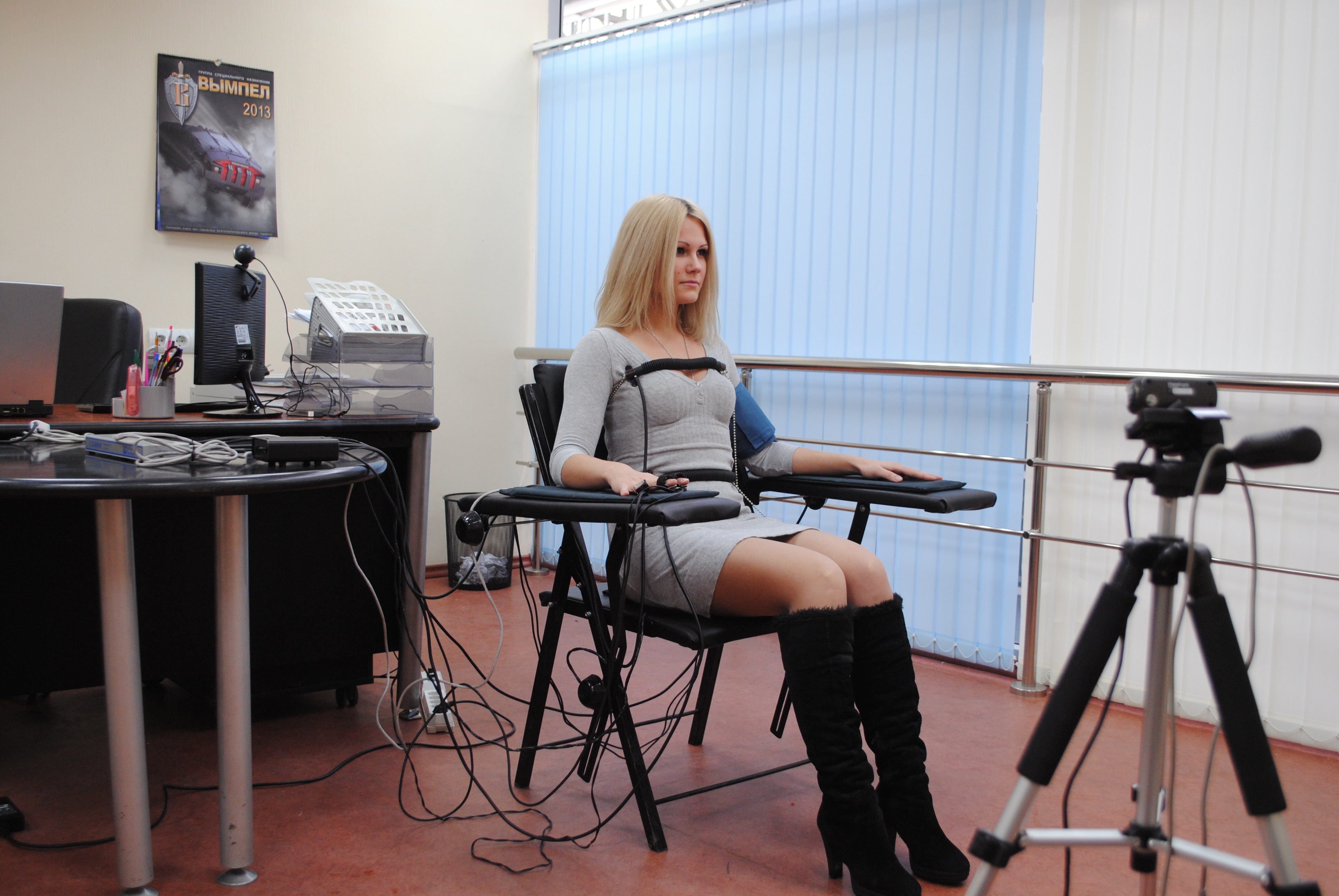
Тестування з використання поліграфа, спеціалізоване крісло, прилад — Lafayette LX 5000.

Успіх використання поліграфа послужив поштовхом для створення у Центральному розвідувальному управлінні США відділу, що спеціалізується на проведенні поліграфних перевірок. Через декілька років урядом США було ухвалене рішення про перевірку на поліграфі всіх співробітників ЦРУ не рідше, ніж один раз протягом п'яти років. Згодом аналогічні підрозділи були створені у Міністерстві оборони США.
В процесі становлення масових перевірок у США ідеологія цього напрямку змінювалася значно. В 1985 році викликали значний суспільний резонанс помилки, допущені при проведенні поліграфних перевірок. Це призвело до прийняття відповідного закону який обмежує використання поліграфа в державних установах і запроваджує практично повну його заборону в приватному секторі.
Звіт 2003 року Національної академії наук США
У 2003 році Національна академія наук США опублікувала звіт «Поліграф і виявлення брехні». Академія наук виявила, що більшість досліджень із застосуванням поліграфа були «ненадійні, ненаукові і упереджені». Після проведення експериментів було встановлено, що перевірка на поліграфі великої кількості людей щодо різних подій (наприклад, при прийомі на роботу) дає результат нічим не кращий, ніж випадкове вгадування. У той же час, тестування невеликої кількості людей щодо певної  події (наприклад, конкретного злочину) дозволяє розпізнати брехню і правду «вище, ніж випадкове вгадування».
Україна
В Україні застосування поліграфа прямо законодавством не передбачено. Тобто, немає прямого дозволу або заборони на його використання. З 1998 року в Україні почали надавати послуги по детекції брехні.
Починаючи з 2006 року в Україні діють Міжнародна ліга поліграфологів (МЛП) та Міжнародна асоціація поліграфологів (МАП) – професійні об'єднання фахівців поліграфа, які представляють приватний, правоохоронний і державний сектори різних країн світу, у тім числі Україна, США, Ізраїль, Мексика, Росія та ін. Президентом МЛП і МАП є доктор Андрій Волик.
У 1999 році п'ять англомовних офіцерів з Національної академії внутрішніх справ України (місто Київ) і Львівського юридичного інституту МВС України пройшли двомісячне навчання в Академії Судової Психофізіології в місті Ларго штату Флорида, США. По закінченню навчання вони стали першими поліграфологами України. Ініціатором цього зусилля була Українсько-Американська Асоціація Поліцейських (місто Чикаго, США), яка вже очолювала декілька подібних проєктів з часу проголошення незалежності України.
23 травня 2002 року в інтерв'ю УНІАН начальник Головного управління карного розшуку Міністерства внутрішніх справ України Володимир Євдокимов сказав, що органи внутрішніх справ України збираються активніше запроваджувати у своїй роботі поліграф. За його словами, в 2002 році в українських правоохоронців працювало 15 поліграфів, якими активно користуються у Дніпропетровській, Луганській областях, Києві, Донецьку, Черкасах та Криму. Він зазначив, що до серпня 2002 року планувалося завершити тендер на закупівлю поліграфів, після чого передбачалося їхнє використання у всіх обласних управліннях внутрішніх справ.
За словами пана Євдокимова, за час проведення експерименту з використання поліграфа, який тривав з 2000 року до весни 2002 року, правоохоронці за допомогою пристрою розкрили 119 тяжких злочинів, в тому числі викрадення дитини, 40 вбивств, 15 розбійних нападів, розшукали шестеро злочинців та чотирьох зниклих безвісти громадян.
Поліграф вже декілька років використовується у Львівському юридичному інституті МВС України (перший у Західному регіоні України). Поліграфологи інституту неодноразово надавали допомогу МВС в областях у проведенні поліграфних тестувань осіб, стосовно яких порушені кримінальні справи. Загалом було проведено понад 50 тестувань за різними напрямками. Інститут також надає допомогу громадянам при вирішенні проблем приватного характеру.
При прийомі на роботу до Національної поліції, Законом України «Про Національну поліцію» передбачено, що за згодою осіб, які виявили бажання вступити на службу, проводиться тестування на поліграфі.

## Принцип дії
Робота поліграфа базується на зміні електричного опору шкіри, роботи серцево-судинної системи та психіки організму.

## Критика
Всупереч поширеній думці тестування на поліграфі не є суто науковою та стандартизованою процедурою. Існують численні сумніви й критичні зауваження щодо наукової точності одержуваних результатів. Уважається, що це
скоріше мистецтво, а не наука, оскільки дуже багато залежить від кваліфікації, досвіду та інтуїції фахівця-поліграфолога. На відміну від наукових, суто стандартизованих тестів, перелік питань для тестування на поліграфі не є фіксованим, а отже, для успішного тестування поліграфолог щоразу повинен підбирати й формулювати питання таким чином, щоб викликати потрібну реакцію в конкретної особи, а потім зуміти правильно інтерпретувати все різноманіття фізіологічних проявів, що суттєво різняться в людей. У цьому разі неминучими є помилки, викликані горезвісним «людським фактором».
У Великій Британії, після гучного шпигунського скандалу, уряд провів дослідження ефективності тестування на поліграфі, за результатом якого психологи поставили під сумнів практично всі аспекти роботи поліграфа, передусім, точність даних. Результат перевірки на детекторі брехні не може вважатися точним на 100 %, оскільки поліграф аналізує лише емоції та фізіологічні реакції стосовно предмета тестування, безвідносно істинної винуватості або невинуватості їхнього носія.
Будь-яку сильну емоцію особи, наприклад гнів, страх, сексуальне збудження, може бути помилково розтлумачено поліграфом як його винуватість.
Доцільність застосування поліграфа для відбору персоналу досі не доведено. Більшість учених і дослідників, що вивчають проблему виявлення брехні, одностайно та категорично висловлюються проти використання детектора
брехні під час приймання на роботу. Причиною є значна кількість помилок під час перевірки кандидатів на поліграфі. А оскільки покарання за викриття брехні в тестуванні під час приймання на роботу немає, як у кримінальних справах, то й викриття не страшне і не викликає суттєвих хвилювань, не виявляється, а тому спіймати брехунів набагато важче. Водночас чесні люди, які дуже бажають отримати роботу, нерідко бояться, що їх оцінять неправильно, саме тому їхній переляк можуть помилково оцінити як ознаку провини. Крім припущень про можливу винуватість випробовуваних, на результат перевірки на поліграфі можуть вплинути інші суб'єктивні чинники, наприклад симпатія або жалість щодо підозрюваних.